# Moskwa

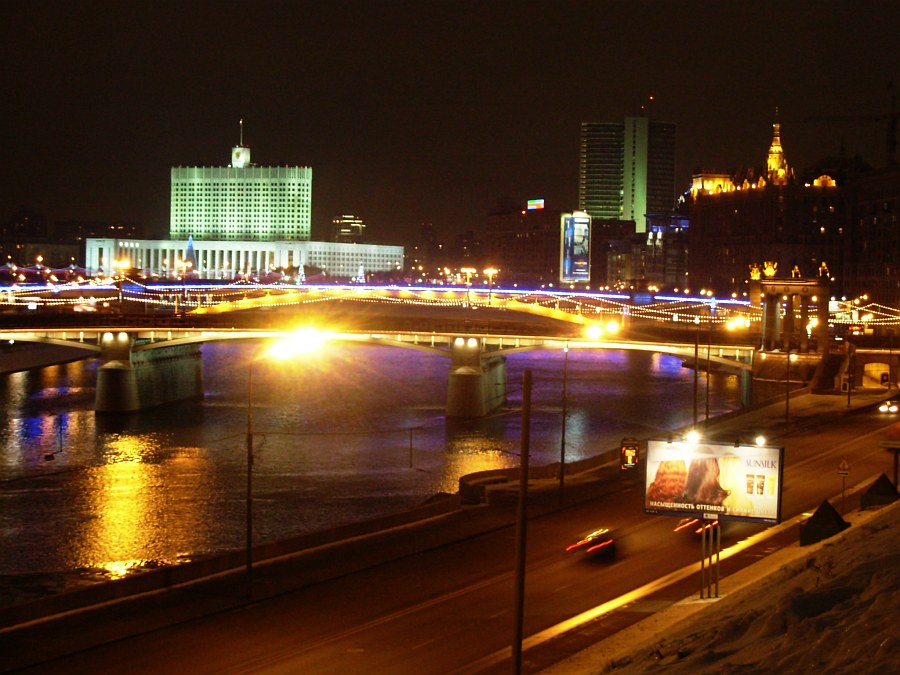
Moskwa nocą. Na pierwszym planie most metra nad rzeką Moskwą, na drugim z lewej tzw. Biały Dom (obecnie siedziba rządu, wcześniej Rady Najwyższej RFSRR)

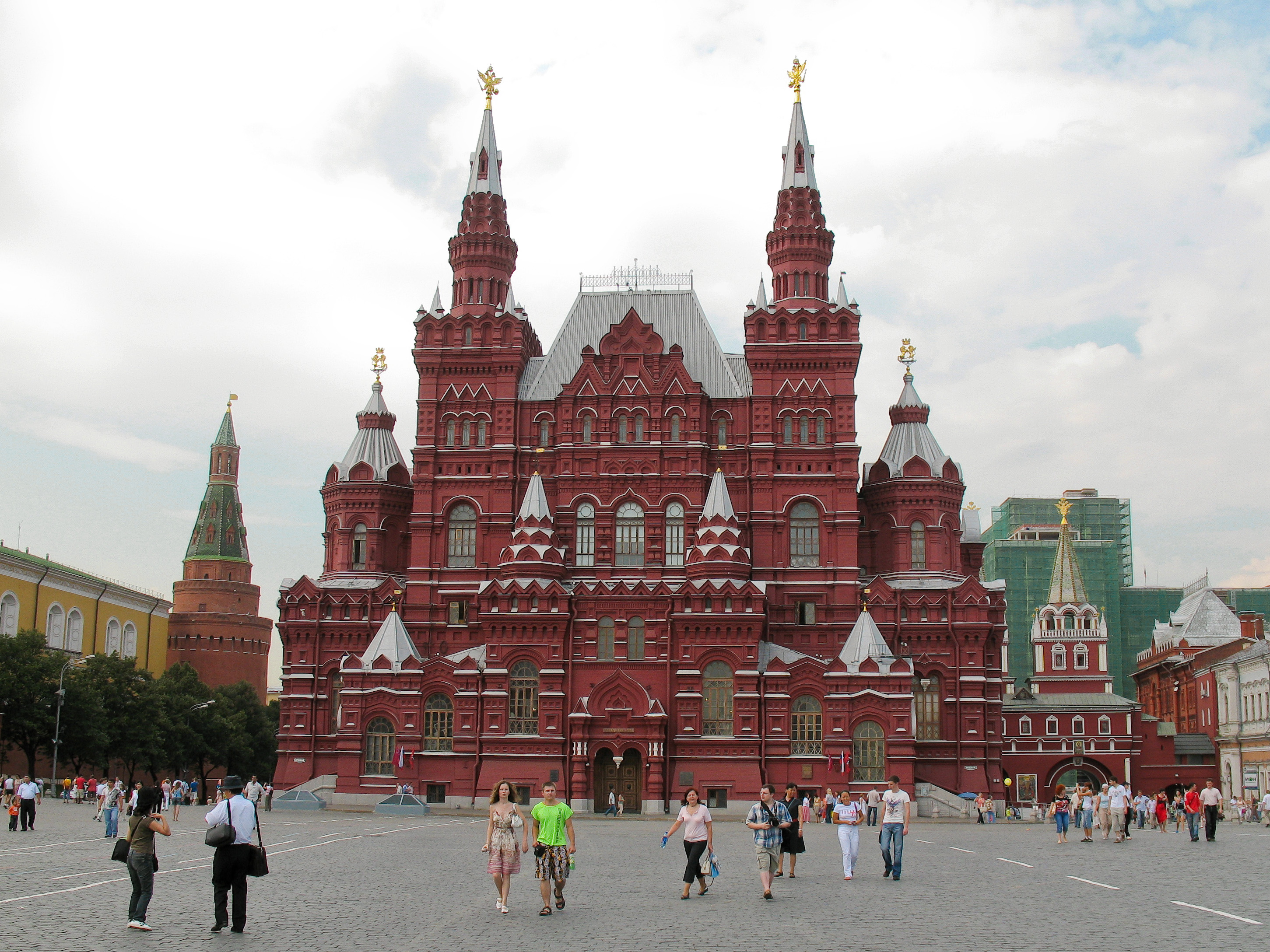
Państwowe Muzeum Historyczne na placu Czerwonym

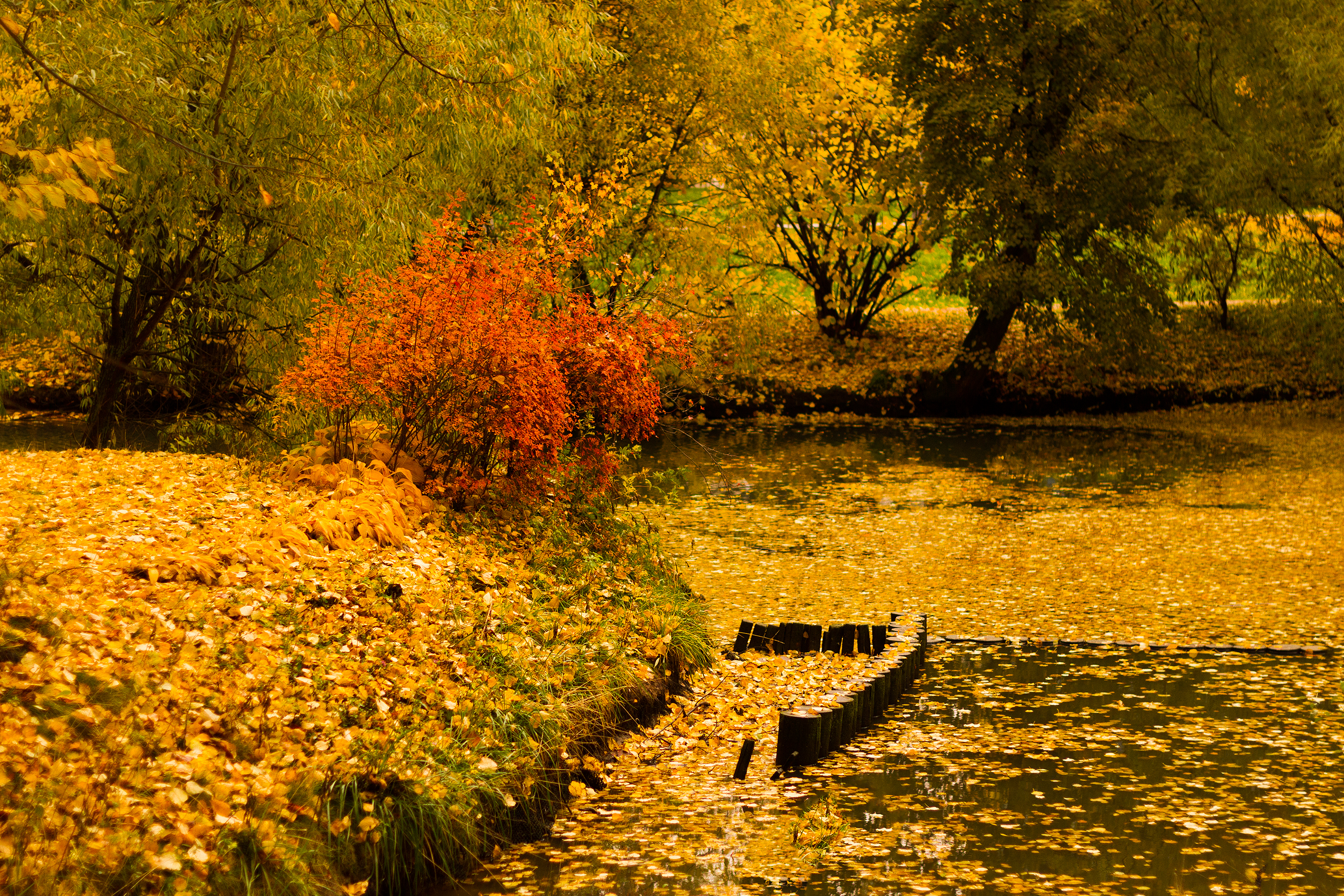
Manoir Woroncowo w Moskwie

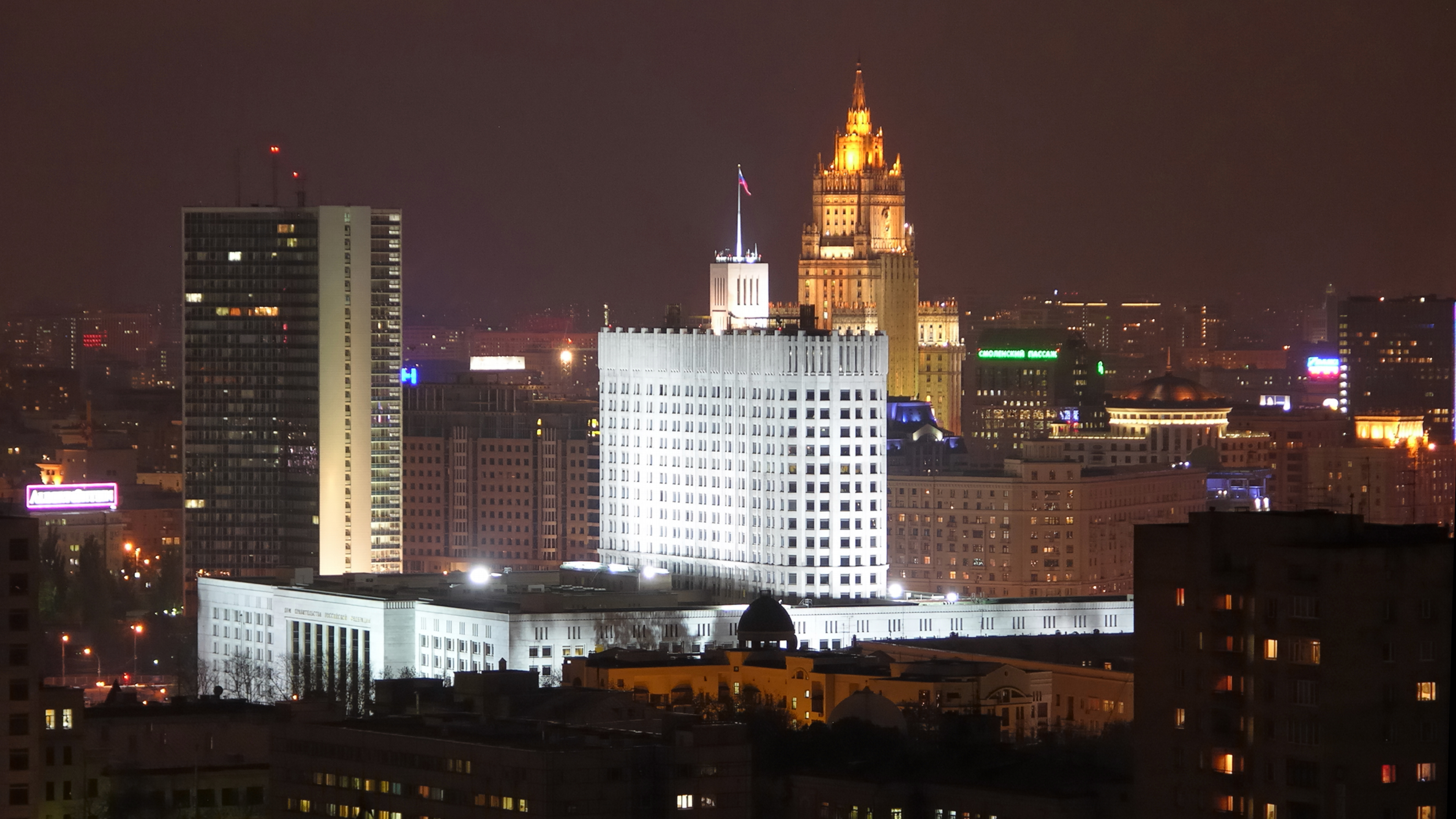
Biały Dom

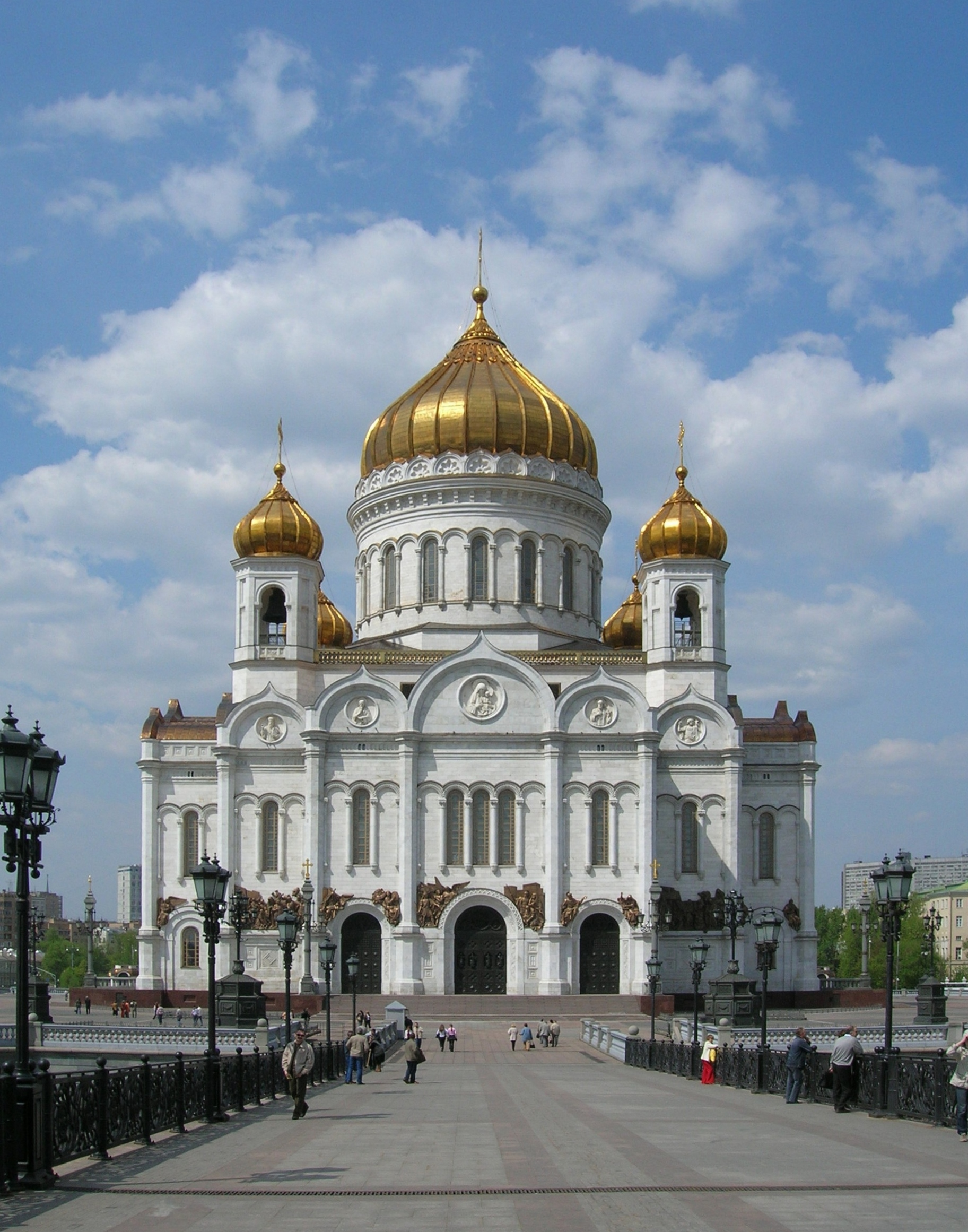
Sobór Chrystusa Zbawiciela w Moskwie

Moskwa (ros. Москва, wym. [mɐ'skva]) – stolica Rosji i największe miasto tego państwa, położone w Centralnym Okręgu Federalnym.
Liczy 12 655 050 mieszkańców (stan na 2021 rok), przy czym cała aglomeracja liczy 17,2 mln mieszkańców (2020). Jeden z najważniejszych ośrodków politycznych, gospodarczych, kulturowych, religijnych, finansowych, edukacyjnych, komunikacyjnych oraz turystycznych Rosji i świata.
Moskwa jest siedzibą najwyższych władz państwowych Rosji w tym: prezydenta, parlamentu (Dumy Państwowej i Rady Federacji) oraz rządu. W przeszłości miasto było stolicą: Księstwa Moskiewskiego (1213–1328), Wielkiego Księstwa Moskiewskiego (1328–1547), Carstwa Rosyjskiego (1547–1712), Rosji Radzieckiej (1918–1991) i Związku Radzieckiego (1922–1991). Moskwa jest także stolicą Rosyjskiego Kościoła Prawosławnego. Znajduje się tu ponad 600 świątyń różnych wyznań, w tym Cerkiew Chrystusa Zbawiciela – największa na świecie cerkiew prawosławna, a także Monaster Daniłowski – siedziba patriarchy moskiewskiego i całej Rusi.
Miasto jest obecnie jednym z najważniejszych ośrodków finansowych świata. W światowym rankingu pod względem kosztów życia Moskwa zajęła w 2006 pierwsze miejsce jako najdroższe miasto świata, w 2009 była trzecia. W rankingu miast światowych miesięcznika „Forbes” Moskwa zajęła w 2011 po raz kolejny z rzędu pierwsze miejsce pod względem liczby zamieszkujących ją miliarderów (79 osób). Wcześniej, w 2009, w rankingu tym przejściowo z pierwszego spadła na trzecie miejsce.
W 1990 historyczne centrum miasta (Kreml oraz Plac Czerwony wraz z nawiązującymi do nich obiektami) zostało wpisane na Listę światowego dziedzictwa UNESCO.

## Geografia

### Położenie
Moskwa położona jest nad rzeką Moskwą w Europie Wschodniej, na pograniczu Grzędy Smoleńsko-Moskiewskiej, Równiny Moskiewsko-Ockiej i Niziny Mieszczorskiej. Miasto zajmuje 2511 km², z czego 877 km² znajduje się wewnątrz otaczającego miasto pierścienia obwodnic MKAD.

### Klimat
W Moskwie panuje klimat kontynentalny wilgotny (Dfb) z krótkim, ciepłym latem i długą, mroźną zimą; średnia temperatura w lipcu wynosi +19,2 °C, a w styczniu –6,5 °C. Roczna suma opadów wynosi 600–800 mm z maksimum w okresie letnim.
| Miesiąc                                               | Sty  | Lut  | Mar  | Kwi  | Maj  | Cze  | Lip  | Sie  | Wrz  | Paź  | Lis  | Gru  | Roczna |
| ----------------------------------------------------- | ---- | ---- | ---- | ---- | ---- | ---- | ---- | ---- | ---- | ---- | ---- | ---- | ------ |
| Średnie temperatury w dzień [°C]                      | -4,6 | -3,7 | 2,5  | 11,5 | 19,1 | 21,9 | 25,5 | 23,4 | 16,5 | 8,7  | 2,6  | -2,1 | 10,2   |
| Średnie dobowe temperatury [°C]                       | -6,8 | -6,3 | -1,0 | 7,0  | 13,9 | 17,0 | 20,4 | 18,2 | 12,1 | 5,8  | 0,6  | -4,1 | 6,5    |
| Średnie temperatury w nocy [°C]                       | -9,6 | -9,8 | -4,7 | 2,4  | 8,5  | 12,1 | 15,4 | 13,4 | 8,3  | 2,9  | -1,6 | -6,6 | 2,7    |
| Opady [mm]                                            | 50,2 | 45,2 | 36,9 | 34,8 | 55,2 | 62,8 | 77,1 | 72,1 | 68,8 | 63,4 | 54,4 | 52,8 | 674    |
| Średnia liczba dni z opadami                          | 19,8 | 16,3 | 14,1 | 11,1 | 11,2 | 13,5 | 10,3 | 11,6 | 12,6 | 15,1 | 16,1 | 18,9 | 171    |
| Wilgotność [%]                                        | 85   | 81   | 74   | 68   | 67   | 72   | 74   | 78   | 82   | 83   | 86   | 86   | 78     |
| Średnie usłonecznienie [h]                            | 31   | 68   | 133  | 171  | 262  | 277  | 277  | 234  | 142  | 76   | 35   | 20   | 1726   |
| Źródło: climatebase.ru, pogodaiklimat.ru (wilgotność) |      |      |      |      |      |      |      |      |      |      |      |      |        |

## Historia
Najstarsze ślady osadnictwa na terenie Moskwy pochodzą z IV–III wieku p.n.e. W IX wieku osada muromska, od ok. 862 w granicach Rusi. Najstarszy zachowany zapis dotyczący Moskwy pochodzi z 1147, kiedy to Jerzy Dołgoruki wydał rozkaz zbudowania na Wzgórzu Borowickim drewnianej baszty, dając tym samym początek kremlowi moskiewskiemu. W 1156 miasto zostało otoczone dębową palisadą. W 1237 Moskwa została zdobyta i częściowo zniszczona przez Batu-chana. W 1263 wielki książę włodzimierski Aleksander Newski wydzielił w ramach swego państwa Księstwo Moskiewskie, które zostało specjalnie utworzone dla jego najmłodszego syna – Daniela. Stolicą księstwa od początku jego istnienia była Moskwa odznaczająca się dogodnym położeniem geograficznym, z dala od Złotej Ordy, z której strony można się było spodziewać najazdów i umiejscowieniem na wewnątrzruskich szlakach handlowych, które dostarczały miastu poważnych środków finansowych. Dzięki długim okresom pokoju w początkowej historii Księstwa Moskiewskiego szybko wzrastała liczba ludności miasta.

### Stolica Wielkiego Księstwa
Z walk o sukcesję po Aleksandrze Newskim na Rusi zwycięsko wyszło niewielkie Księstwo Moskiewskie, w którym od 1263 na tronie zasiadał najmłodszy syn Aleksandra, Daniel, założyciel moskiewskiej linii Rurykowiczów. Za panowania Daniela wybudowano w Moskwie m.in. Monaster Daniłowski (1300) – obecnie jedną z rezydencji patriarchów Moskwy i Wszechrusi.
W 1325 metropolita Rusi Piotr przeniósł swą siedzibę z Włodzimierza (dokąd wcześniej była przeniesiona z Kijowa) do Moskwy. W 1328 wielki książę włodzimierski, Iwan I Kalita, przeniósł na stałe do rodzimej Moskwy także stolicę wielkiego księstwa, co dało początek Wielkiemu Księstwu Moskiewskiemu. Prestiż miasta w owym czasie nieustannie wzrastał. Książęta moskiewscy jako spadkobiercy Wielkiego Księstwa Włodzimierskiego posiadali zwierzchnictwo nad pozostałymi księstwami ruskimi. W mieście osiedlała się ruska inteligencja (duchowieństwo, bojarzy) m.in. z Kijowa i Włodzimierza. Iwan Kalita ufortyfikował Moskwę i otoczył kreml nową, dębową palisadą, a także ufundował m.in. kamienny Sobór Wniebowzięcia Najświętszej Marii Panny (1326). Do najznaczniejszych obiektów w Moskwie z tego okresu należą także: plac Czerwony, Monaster Czudowski (1365) i monaster Wniebowstąpienia Pańskiego (1389). Nadal jednak wielcy książęta moskiewscy (do końca XIV wieku) najpierw obejmowali władzę we Włodzimierzu i tytułowali się wielkimi książętami włodzimierskimi. W 1382 miasto zostało zdobyte przez Tatarów i w znacznej mierze zniszczone. Odbudowa miasta trwała wiele lat.

### Stolica Carstwa
Po upadku Konstantynopola (1453) Moskwa zyskała na znaczeniu jako spadkobierczyni Bizancjum, co podkreślić miały małżeństwo Iwana III z Zofią Paleolog, bratanicą ostatniego cesarza bizantyjskiego Konstantyna XI Dragazesa, a także przejęcie bizantyjskiego dwugłowego orła jako herbu państwa oraz bizantyjskiego ceremoniału dworskiego. Aspiracje Wielkiego Księstwa Moskiewskiego sformułowano w tezie o Moskwie jako „trzecim Rzymie”. Moskwa miała się stać nową stolicą prawosławnego świata. Kreml moskiewski został w latach 1485–1495 rozbudowany według projektu włoskich architektów renesansowych Pietra Solariego i Marco Ruffo, którzy nadali mu dzisiejszy wygląd. Cerkwie moskiewskie były często bogato zdobione freskami m.in. w Soborze Zwiastowania na Kremlu (1405) oraz licznymi ikonami autorstwa Teofana Greka, Andrieja Rublowa i Prochora z Gorodca. W latach 1475–1479 został przebudowany przez Aristotele’a Fioravantiego Sobór Wniebowzięcia Najświętszej Marii Panny. W latach 1555–1560 architekci Barma i Postnik Jakowlew zbudowali na placu Czerwonym cerkiew Wasyla Błogosławionego, która stała się symbolem miasta.
Miasto szybko przekształciło się w wielki ośrodek handlowy, rzemieślniczy, stało się centrum kultury ogólnoruskiej. W XVI w. kremlowską twierdzę otoczono murem, zachowanym do czasów współczesnych. Za czasów Iwana IV Groźnego, panującego w Moskwie w latach 1533–1584, miasto otrzymało połączenie morskie z krajami Europy Zachodniej przez Morze Białe.

#### Wielka Smuta

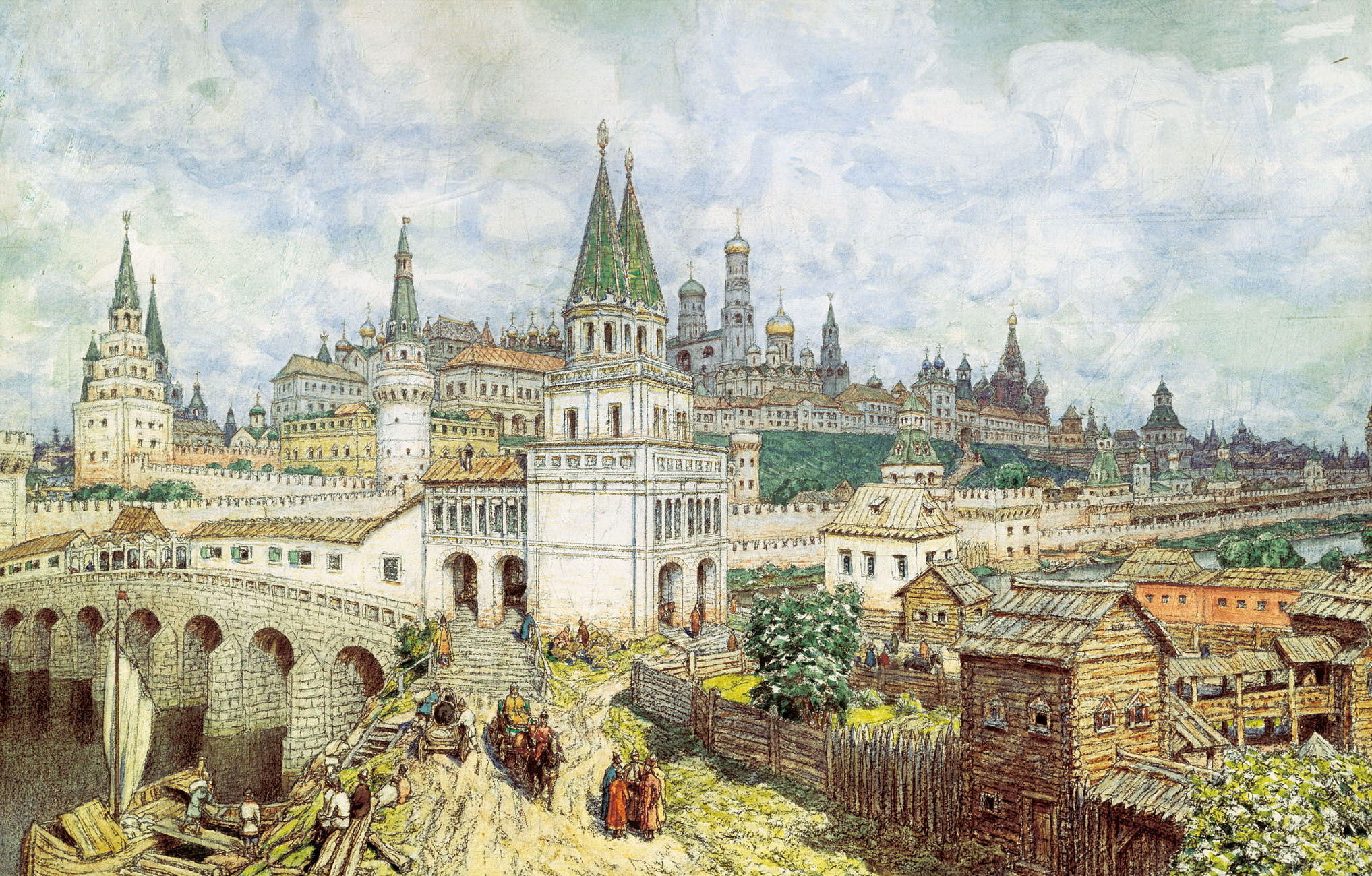
Moskwa w XVII wieku; Apolinary Wasniecow, 1922

W czasie wielkiej smuty i wojny polsko-rosyjskiej 1609–1618, w 1610 po wcześniejszym zwycięstwie w bitwie pod Kłuszynem oddziały polskie pod wodzą hetmana Stanisława Żółkiewskiego wkroczyły bez walki do stolicy Rosji, okupując ją do 1612. W sierpniu 1612 wybuchło w Moskwie powstanie mieszczan pod wodzą kupca Minina skierowane przeciw Polakom, którzy zostali wyparci z miasta. 1 września 1612 rozpoczęła się bitwa pod Moskwą stoczona pomiędzy rosyjskim pospolitym ruszeniem i armią polsko-litewską, która zakończyła się zwycięstwem Rosjan. 7 listopada skapitulował ostatni polski garnizon przebywający na Kremlu.
W 1613 Sobór Ziemski, zwołany w Moskwie przez mieszczan i szlachtę rosyjską, wybrał na cara księcia Michała Romanowa. Dał on początek nowej dynastii Romanowów, panującej w Rosji do 1917 i zakończył okres Wielkiej Smuty.

### Rządy Piotra I
W 1712 Piotr I przeniósł stolicę z Moskwy do Petersburga, nowo powstałego miasta nad Newą. Moskwa pozostała jednak centralnym ośrodkiem imperium i nadal się rozwijała. W 1755 z inicjatywy Michaiła Łomonosowa założono w Moskwie pierwszy rosyjski uniwersytet, noszący obecnie jego imię.

### XIX wiek
W 1812 Moskwę okupowała Wielka Armia napoleońska. Przed tym ludność opuściła miasto i pozostało zaledwie 6,2 tys. mieszkańców – 2,3% populacji przedwojennej. Moskwa straciła znaczną część historycznych budowli, zwłaszcza drewnianych – spłonęły budynek uniwersytetu, biblioteka Buturlina, teatry Pietrowski i Arbacki. W wyniku odcięcia znacznej części dostaw żywności przez rosyjskich powstańców oraz armię rosyjską, a także braku miejsca do zakwaterowania żołnierzy wynikłego z pożaru, w którym uległo spaleniu ponad 70% zabudowy, przy zbliżającej się zimie oraz braku nadziei na kapitulację Rosjan, Napoleon Bonaparte po 35 dniach okupacji nakazał odwrót. Miasto stosunkowo szybko odbudowano, zastępując drewnianą zabudowę kamienną i ceglaną. Zniszczenie całych drewnianych dzielnic umożliwiło szybką modernizację urbanistyki miasta. W lutym 1813 car Aleksander I powołał Komisję Budownictwa w Moskwie, która działała do 1843. Plan ogólny miasta został zatwierdzony w 1817. Wytyczono m.in. Sadowoje Kolco, obwodnicę wokół centrum miasta.
W 1856 została założona przez Pawła Trietiakowa Galeria Tretiakowska, gromadząca obecnie jedną z największych i najbardziej znaczących na świecie kolekcji dzieł sztuk pięknych, zwłaszcza z zakresu malarstwa. W 1898 rozpoczęto budowę Muzeum Sztuk Pięknych w Moskwie. Otwarcia dokonano 31 maja 1912 nadając muzeum nazwę Muzeum Sztuk Pięknych im. Aleksandra III. Instytucję przemianowano na Muzeum Sztuk Pięknych im. Puszkina w 1937 dla uczczenia setnej rocznicy śmierci poety. Od 1981 Muzeum Puszkina gości doroczny międzynarodowy festiwal muzyki Wieczory Grudniowe Swiatosława Richtera.
Po zniesieniu obowiązku pańszczyzny w 1861 rozpoczął się masowy napływ do miasta chłopów, powstawały liczne fabryki i zakłady przemysłowe. Obok nielicznej szlachty i burżuazji rosyjskiej, w mieście szybko rosła liczebność proletariatu.

### Wiek XX i XXI

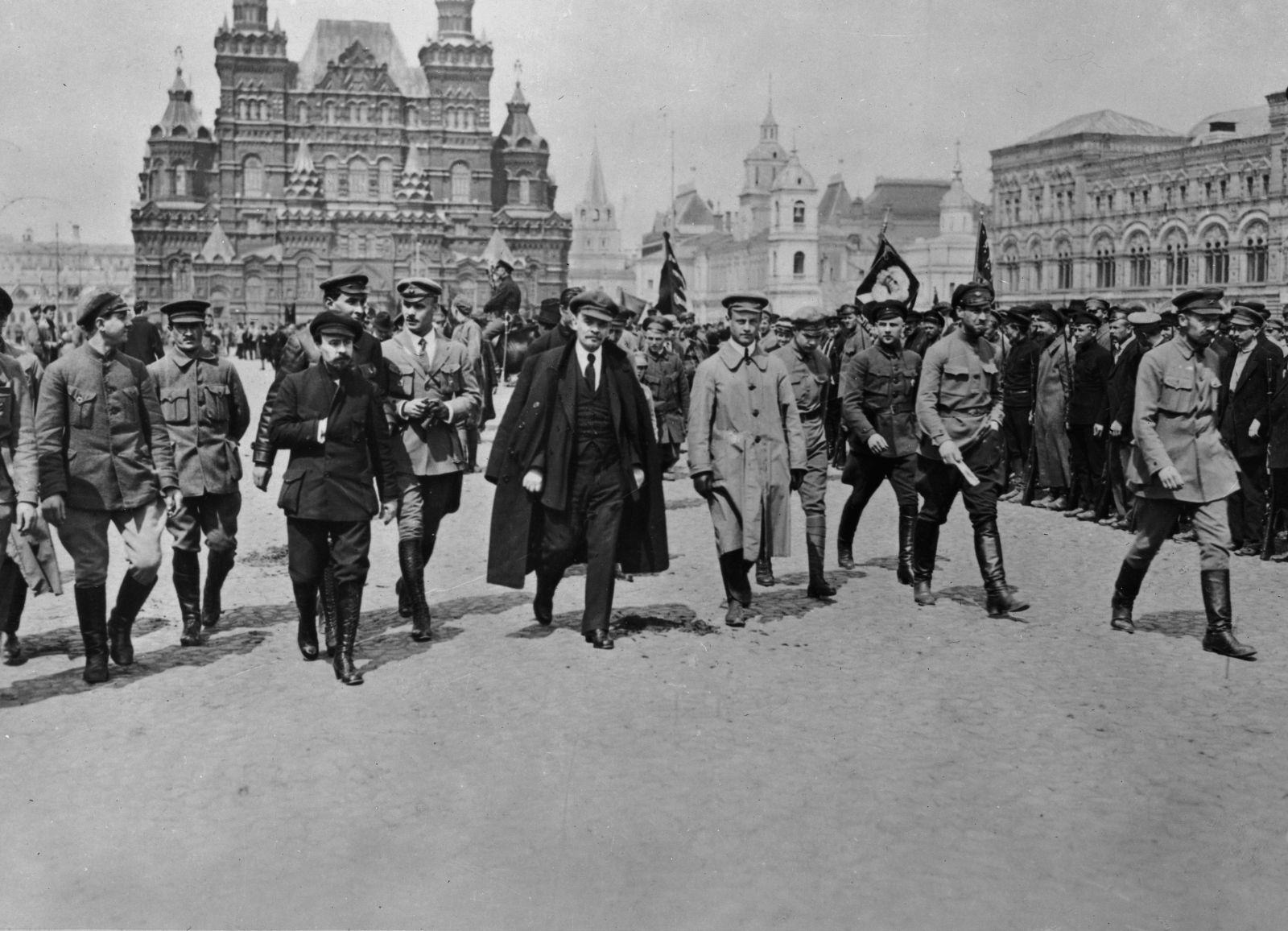
Włodzimierz Lenin na paradzie w centrum Moskwy, 1919

W marcu 1918 utworzony przez bolszewików rząd przeniósł swą siedzibę do Moskwy. W 1919 aktor i reżyser Władimir Gardin otworzył w Moskwie Instytut Kinematografii – najstarszą uczelnię filmową na świecie. Podczas II wojny światowej bitwa moskiewska ocaliła miasto. Po rozpadzie ZSRR i puczu sierpniowym w 1991 Moskwa pozostała stolicą Rosji, która w tym czasie proklamowała niepodległość.
Obecnie Moskwa jest „najwyższym” miastem Europy – znajdują się tutaj najwyższe wieżowce na kontynencie, w tym obiekty w budowie.

#### Katastrofy i zamachy terrorystyczne
- 8 stycznia 1977 – Zamachy bombowe w metrze moskiewskim i sklepach. 7 ofiar śmiertelnych, 37 rannych[11][12].
- 25 lutego 1977 – Pożar w hotelu Rossija, największym hotelu w Europie. 43 ofiary śmiertelne, 52 rannych.
- 20 października 1982 – Wybuch paniki podczas wychodzenia z meczu Pucharu UEFA. 67 ofiar śmiertelnych.
- Wrzesień 1999 – Zamachy bombowe na budynki mieszkalne w Rosji. W Moskwie w dwóch zamachach zginęły łącznie 224 osoby.
- 27 sierpnia 2000 – Pożar wieży telewizyjnej w Ostankino. 3 ofiary śmiertelne.
- 23 października 2002 – Atak na moskiewski teatr na Dubrowce. Zginęło 130 z 916 zakładników i 40 terrorystów. Wielu zakładników odniosło różnego stopnia obrażenia.
- 25 listopada 2003 – Pożar w akademiku. 36 ofiar śmiertelnych, 180 rannych.
- 6 lutego 2004 – Eksplozja bomby w moskiewskim metrze w pobliżu stacji Awtozawodzkaja. 41 ofiar śmiertelnych, 102 rannych i ponad 100 z lekkimi obrażeniami.
- 31 sierpnia 2004 – Detonacja bomby przez dwóch zamachowców samobójców koło stacji metra Ryska (Riżskaja). 10 ofiar śmiertelnych.
- 23 lutego 2006 – Zawaliła się hala targowa na Targowisku Basmannym w Moskwie. 58 osób zginęło. Podejrzewanym powodem jest niewłaściwa eksploatacja budynku lub wada konstrukcyjna.
- 9 grudnia 2006 – Pożar w szpitalu nr 17 w południowej części Moskwy. 45 ofiar śmiertelnych, 200 rannych.
- 29 marca 2010 – Zamachy w metrze moskiewskim. 40 ofiar śmiertelnych i 88 rannych[13].
- 24 stycznia 2011 – Zamach bombowy na moskiewskim lotnisku Domodiedowo, największym w Rosji. 37 osób zginęło, a 168 zostało rannych.

Mapa podziału administracyjnego Moskwy

- 22 marca 2024 - Strzelanina w Crocus City Hall w położonym w aglomeracji moskiewskiej Krasnogorsku

### Podział administracyjny
Moskwa jest miastem wydzielonym Federacji Rosyjskiej i stanowi jej odrębny podmiot. Jest też stolicą obwodu moskiewskiego, chociaż sama do niego nie należy. Miejski kod OKATO to 45. Moskwa dzieli się w pierwszym rzędzie na 12 okręgów, pierwsze 10 okręgów dzieli się na 125 rejonów, ostatnie 2 podzielone są na 21 osiedli.
1. Zielenogradzki okręg administracyjny Moskwy (oddzielne miasto w Zielenogradzie)
2. Północny okręg administracyjny Moskwy
3. Północno-wschodni okręg administracyjny Moskwy
4. Północno-zachodni okręg administracyjny Moskwy
5. Centralny okręg administracyjny Moskwy
6. Wschodni okręg administracyjny Moskwy
7. Południowy okręg administracyjny Moskwy
8. Południowo-wschodni okręg administracyjny Moskwy
9. Południowo-zachodni okręg administracyjny Moskwy
10. Zachodni okręg administracyjny Moskwy
11. Nowomoskiewski okręg administracyjny Moskwy
12. Troicki okręg administracyjny Moskwy

## Zabytki i miejsca warte odwiedzenia
- Kreml moskiewski

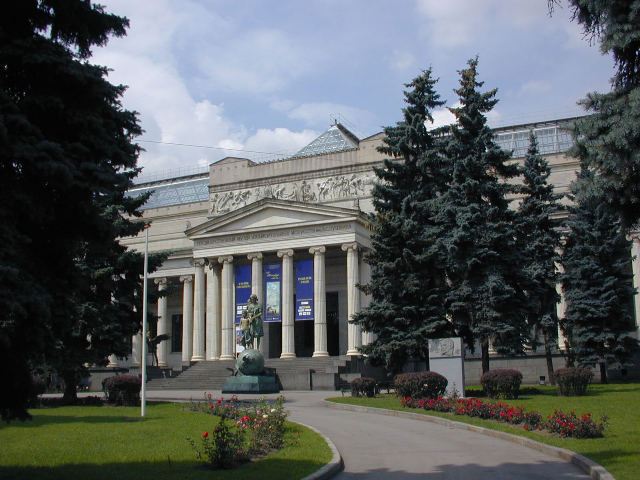
Muzeum Sztuk Pięknych im. A.S. Puszkina (Музей изобразительных искусств им. А.С. Пушкина) to największe muzeum sztuki europejskiej w Moskwie

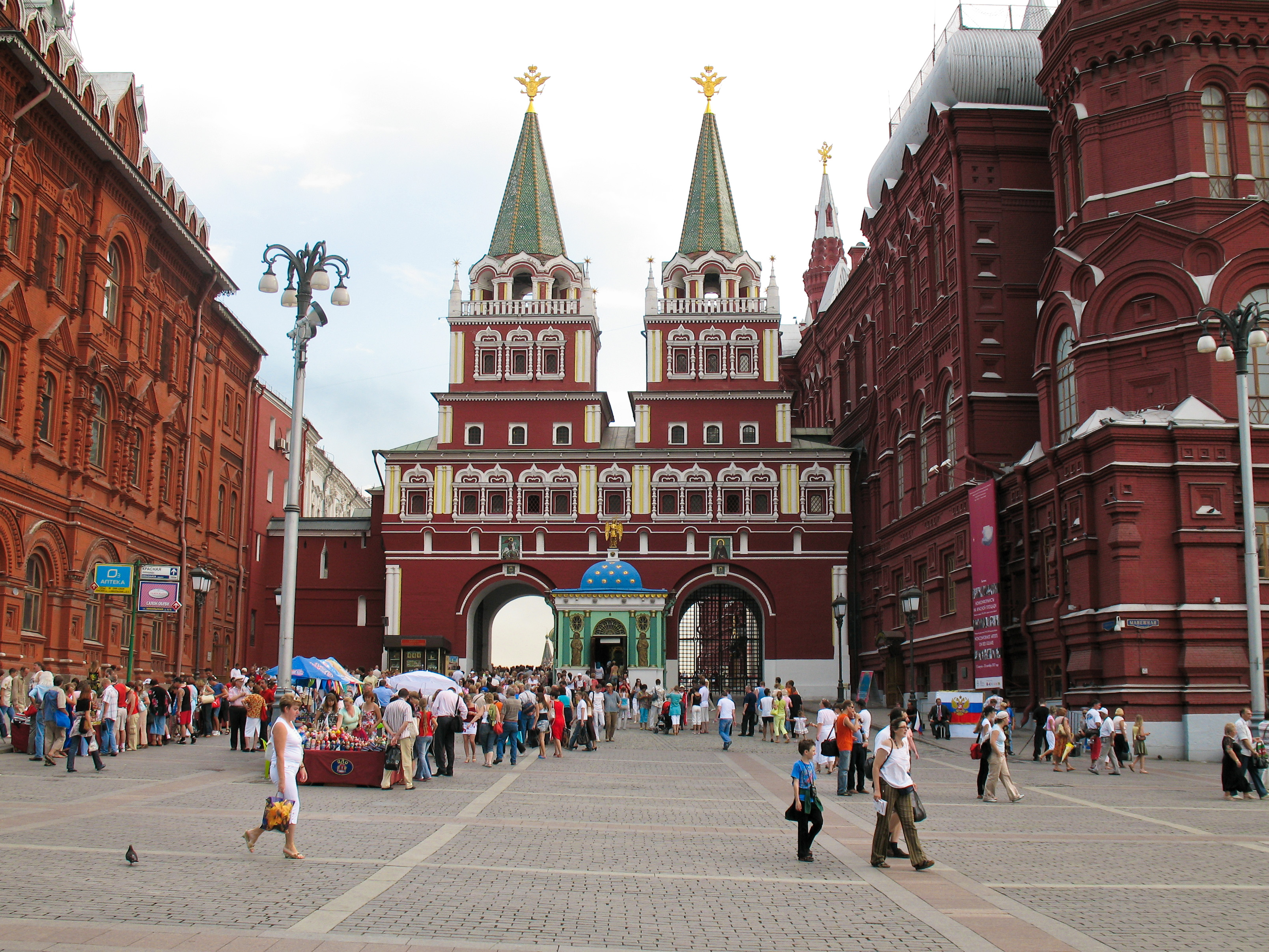
Brama miejska na pl. Czerwonym (zbudowana w 1535, zburzona w 1931, zrekonstruowana w 1995)

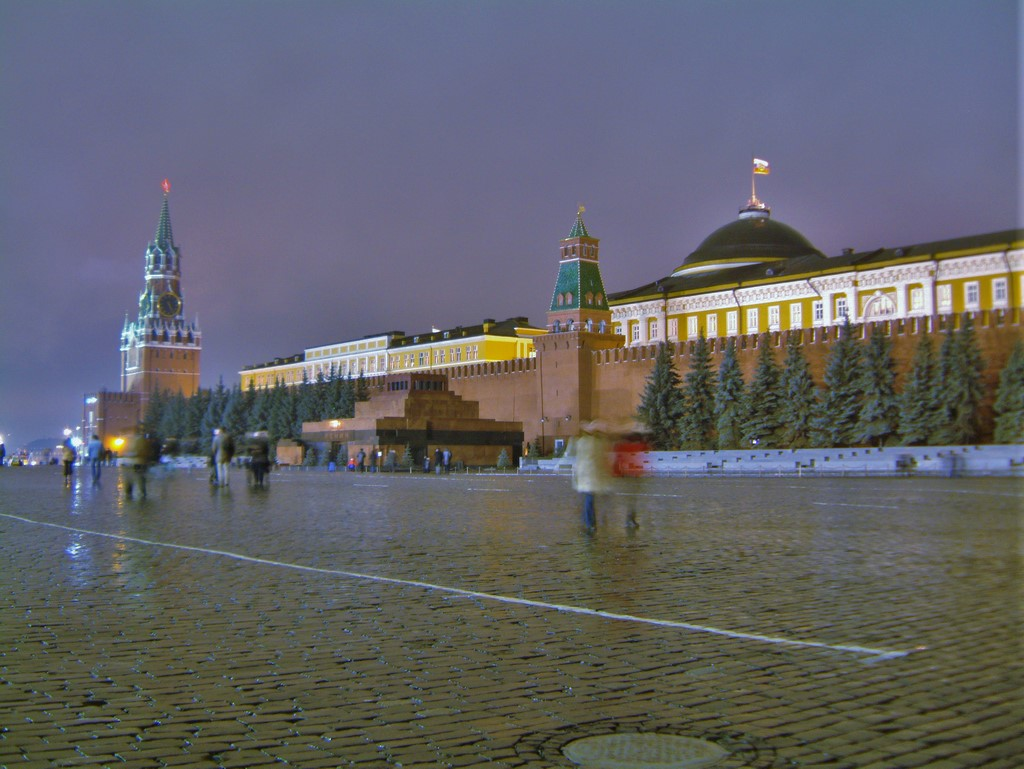
Plac Czerwony, z widocznym Mauzoleum Lenina

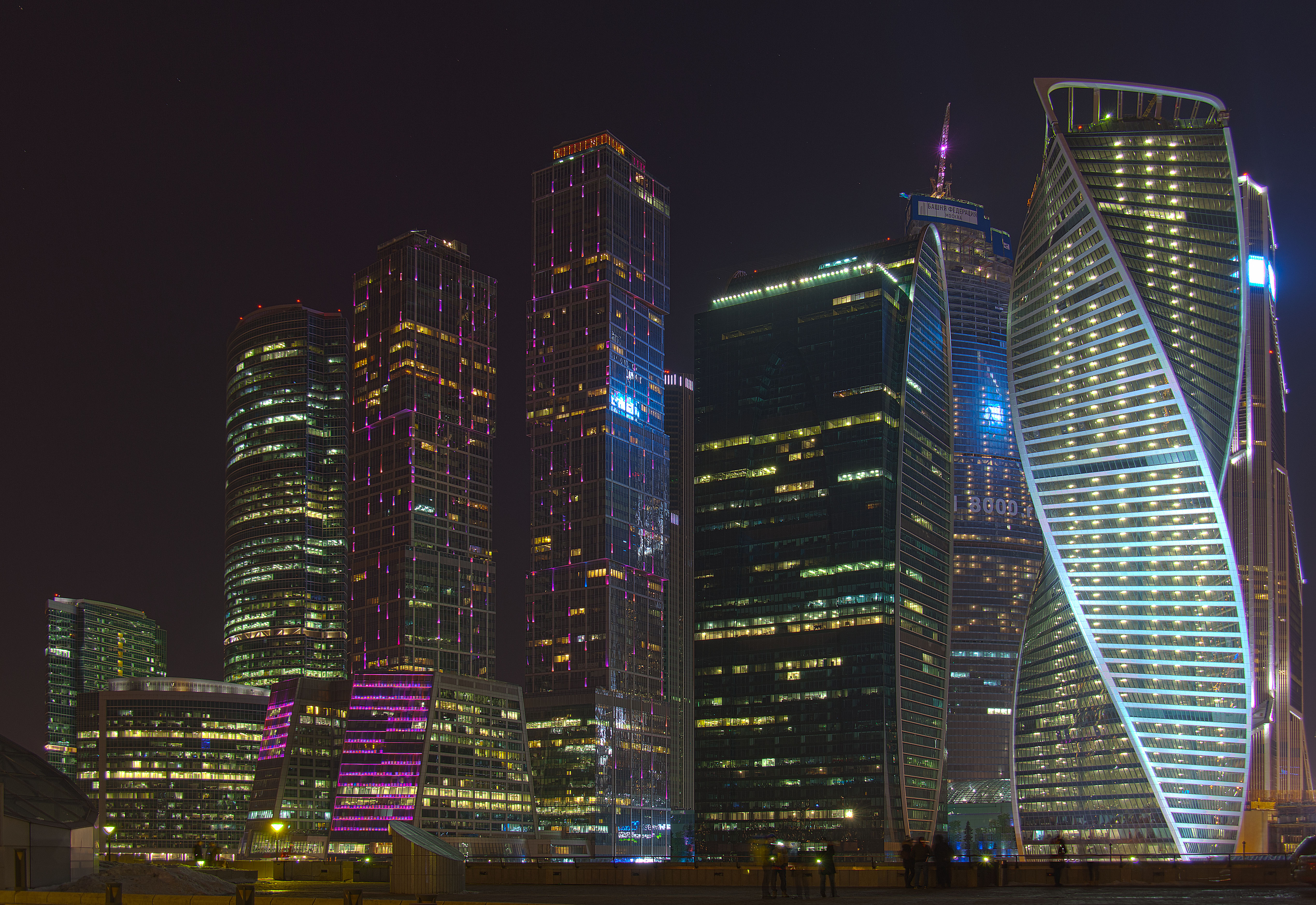
Moscow city – Москва-Сити

- plac Czerwony, a na nim m.in. Cerkiew Wasyla Błogosławionego, GUM i Mauzoleum Lenina
- Cerkiew Narodzenia Pańskiego
- Cerkiew św. Paraskiewy
- klasztor i cmentarz Nowodziewiczy
- Monastyr Doński
- sobór Chrystusa Zbawiciela
- Cmentarz Wagańkowski
- Galeria Tretiakowska
- Teatr Bolszoj
- Patriarsze Prudy
- ulice Arbat i Nowy Arbat
- Łubianka przy placu Łubiańskim
- Synagoga Chóralna
- Meczet Katedralny
- zespół pałacowy Kuskowo
- Muzeum Sztuk Pięknych im. Puszkina w Moskwie
- Muzeum Wielkiej Wojny Ojczyźnianej lat 1941–1945
- taras widokowy na Wzgórzach Worobiowych naprzeciwko Uniwersytetu Moskiewskiego

## Demografia

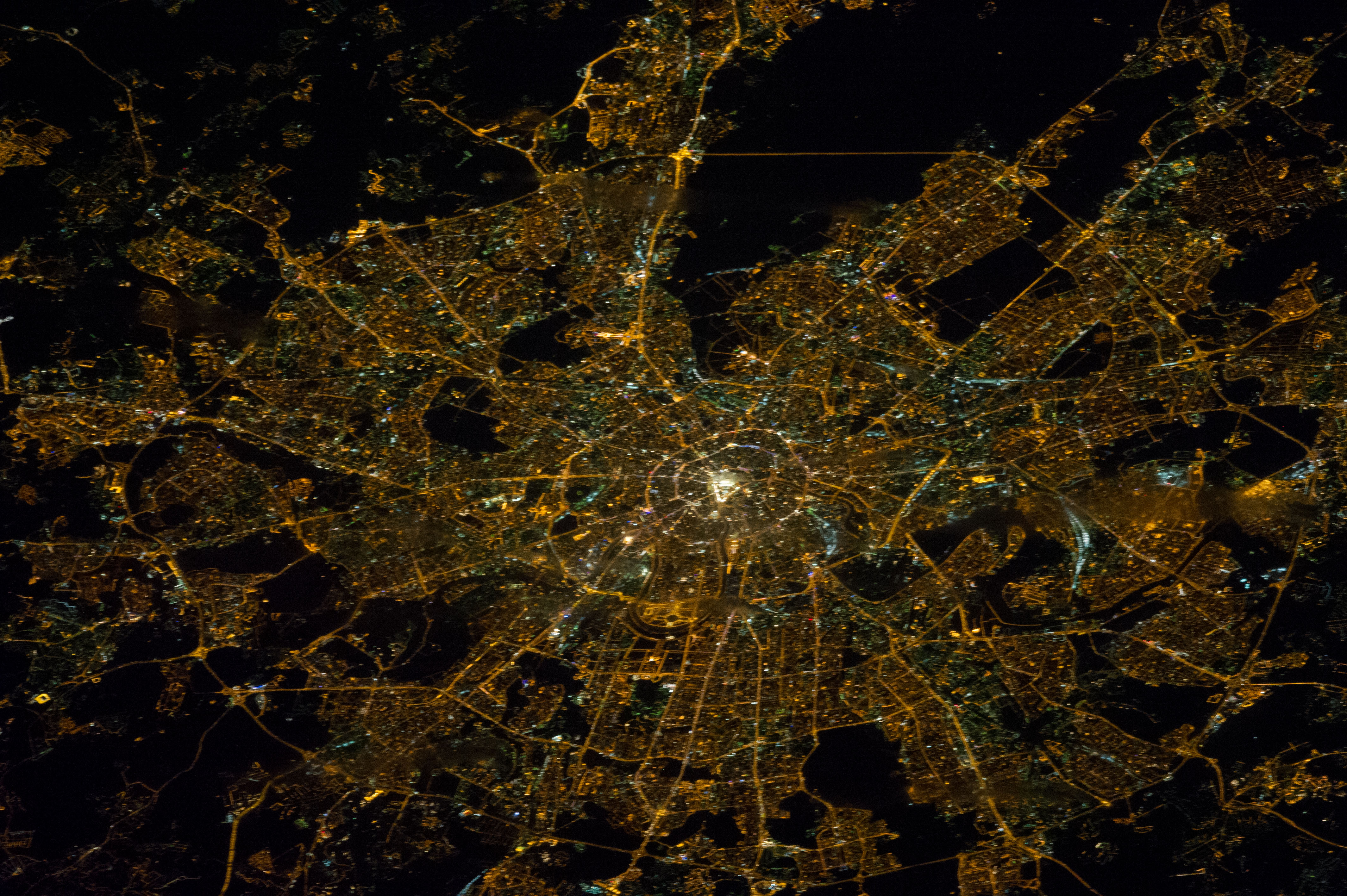
Moskwa, zdjęcie satelitarne

Według oficjalnych danych 1 stycznia 2021 w Moskwie zamieszkiwało 12 655 050 osób. Liczba ta uwzględnia jedynie stałych mieszkańców miasta. Federalny Urząd Migracyjny podawał, iż w 2008 zarejestrowano przebywanie w mieście dodatkowo 1,8 mln przyjezdnych (ludzie przybywający z innych regionów w poszukiwaniu pracy, studenci i inni). Oceniano, że oprócz nich w mieście przebywa nielegalnie jeszcze około miliona osób, które nie zgłosiły swojego pobytu (szacunki z 2009).
Pod koniec 2014 w Moskwie zatrudnionych było legalnie około 900 tys. migrantów.
Mieszkańcy Moskwy reprezentują wiele narodów, spośród których do największych należą Rosjanie – 9 930 410 osób (91,65%), Ukraińcy – 154 104 (1,42%), Tatarzy – 149 043 (1,38%), Ormianie – 106 466 (0,98%), Azerowie – 57 123 (0,53%), Żydzi – 53 142 (0,49%), Białorusini – 39 225 (0,36%), Gruzini – 38 934 (0,36%), Uzbecy – 35 595 (0,33%), Tadżycy – 27 280 (0,25%), Mołdawianie – 21 699 (0,20%), Kirgizi – 18 736 (0,17%), Mordwini – 17 095 (0,16%), Czeczeni – 14 524 (0,13%), Czuwasze – 14 313 (0,13%), Osetyjczycy – 11 311 (0,10%).

### Historia populacji
| 1400       | 1638       | 1710       | 1725       | 1738       | 1775       | 1785       | 1811       | 1813       | 1825       |
| ---------- | ---------- | ---------- | ---------- | ---------- | ---------- | ---------- | ---------- | ---------- | ---------- |
| 40 000     | 200 000    | 160 000    | 145 000    | 138 400    | 161 000    | 188 700    | 270 200    | 215 000    | 241 500    |
| 1840       | 1856       | 1868       | 1871       | 1888       | 1897       | 1912       | 1920       | 1926       | 1939       |
| 349 100    | 368 800    | 416 400    | 601 969    | 753 459    | 1 038 600  | 1 617 157  | 1 027 300  | 2 101 200  | 4 609 200  |
| 1959       | 1970       | 1979       | 1989       | 2001       | 2002       | 2003       | 2005       | 2009       | 2010       |
| 6 133 100  | 7 194 300  | 8 142 200  | 8 972 300  | 10 114 203 | 10 382 754 | 10 391 500 | 10 425 100 | 10 508 971 | 10 563 038 |
| 2012       | 2013       | 2014       | 2015       | 2016       | 2017       | 2018       | 2019       | 2020       | 2021       |
| 11 612 943 | 11 979 529 | 12 108 257 | 12 197 596 | 12 330 126 | 12 380 664 | 12 506 468 | 12 615 279 | 12 678 079 | 12 655 050 |

## Gospodarka
Moskwa jest najbogatszym i najbardziej dynamicznie rozwijającym się miastem w całej Rosji, na które przypada ok. 15% krajowej wartości PKB. Wraz z deindustrializacją miasto przekształca się w wielkie centrum handlowo-usługowe z rozwiniętym sektorem bankowo-finansowym, rozbudowanym handlem hurtowo-detalicznym, pośrednictwem handlowym, przemysłem rozrywkowym i hotelarstwem. W Moskwie zarejestrowane są liczne tzw. monopole surowcowe (np. Gazprom, Transnieft, Rostelkom) oraz międzynarodowe przedsiębiorstwa działające w Rosji, co przekłada się na znaczące dochody miasta. Znaczącym źródłem pozyskania środków finansowych jest też budżet państwa. W rankingu miast światowych miesięcznika „Forbes” Moskwa zajęła w 2011 po raz kolejny pierwsze miejsce pod względem liczby mieszkających w nich miliarderów (79 osób).
Rozwój gospodarczy miasta w ostatnich latach wiąże się z jego dynamiczną rozbudową i przebudową. Wiele starych budynków, w szczególności bloki mieszkalne z lat 50. i 60., tzn. „Chruszczowki”, czy też „Chruszczoby” jest systematycznie wyburzanych i zastępowanych przez nowoczesną architekturę. Niekiedy burzy się jednak także obiekty zabytkowe a zastępują je budynki kontrowersyjne z punktu widzenia architektonicznego. Przykładem takiego działania jest renowacja XIX-wiecznego kompleksu budynków „Sriednie Torgowyje Riady” przy placu Czerwonym, naprzeciw Cerkwi Wasyla Błogosławionego. Pod koniec 2006 wyburzono wewnętrzną część zabytkowego zespołu. W tym samym roku zburzono także położony nieopodal gigantyczny Hotel Rossija z lat 60. Na jego miejscu ma powstać nowoczesne centrum handlowe. Z modernizacją architektury miasta wiąże się także kontrowersyjny proces wysiedlania uboższych mieszkańców z centralnych i prestiżowych dzielnic.

## Transport

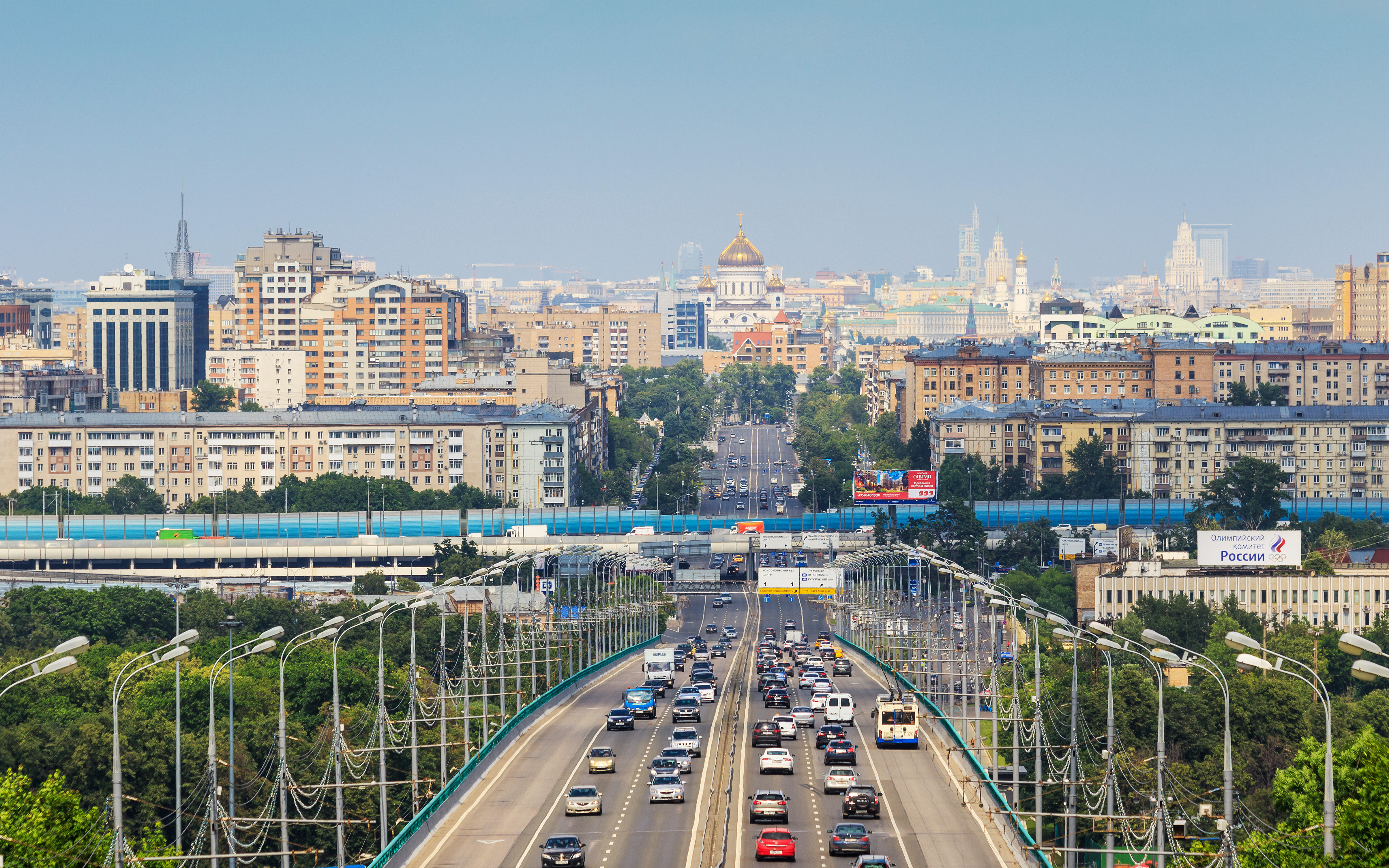
Ulica Kosygina, na pierwszym planie most Łużnicki

W Moskwie zarejestrowanych jest ok. 2,5 mln samochodów. Niedostosowana do takiej ilości pojazdów sieć drogowa miasta jest notorycznie przeciążona. Podstawą jej struktury są obwodnice: począwszy do okalającego ścisłe centrum „Pierścienia Bulwarowego” (Bulwarnoje Kolco), poprzez „Pierścień Sadowy” (Sadowoje Kolco) wyznaczający granice śródmieścia, następnie zakończony w 2004 „Trzeci Pierścień Transportowy” (Trietje Transportnoje Kolco) a skończywszy na wielkiej obwodnicy miasta znanej pod nazwą MKAD. W budowie znajduje się już „Czwarty Pierścień Transportowy”.
Systemem rozbudowanej naziemnej komunikacji miejskiej zarządza Mosgortrans (Мосгортранс), w skład którego wchodzą:
- sieć linii tramwajowych (od 1899)
- sieć linii autobusowych (od 1908)

Ponadto w latach 1933–2020 w Moskwie kursowały trolejbusy.
Transport publiczny uzupełnia duża liczba mikrobusów znanych jako Marszrutki kursujących wzdłuż linii autobusowych i tramwajowych. Największą liczbę pasażerów transportu autobusowego obsługuje Centralny Dworzec Autobusowy.

### Metro
Ważnym środkiem transportu w Moskwie jest metro. Pierwszą linię moskiewskiego metra uruchomiono w 1935, a składają się na nie: 200 stacji, 12 linii i torowiska o łącznej długości 333 km.

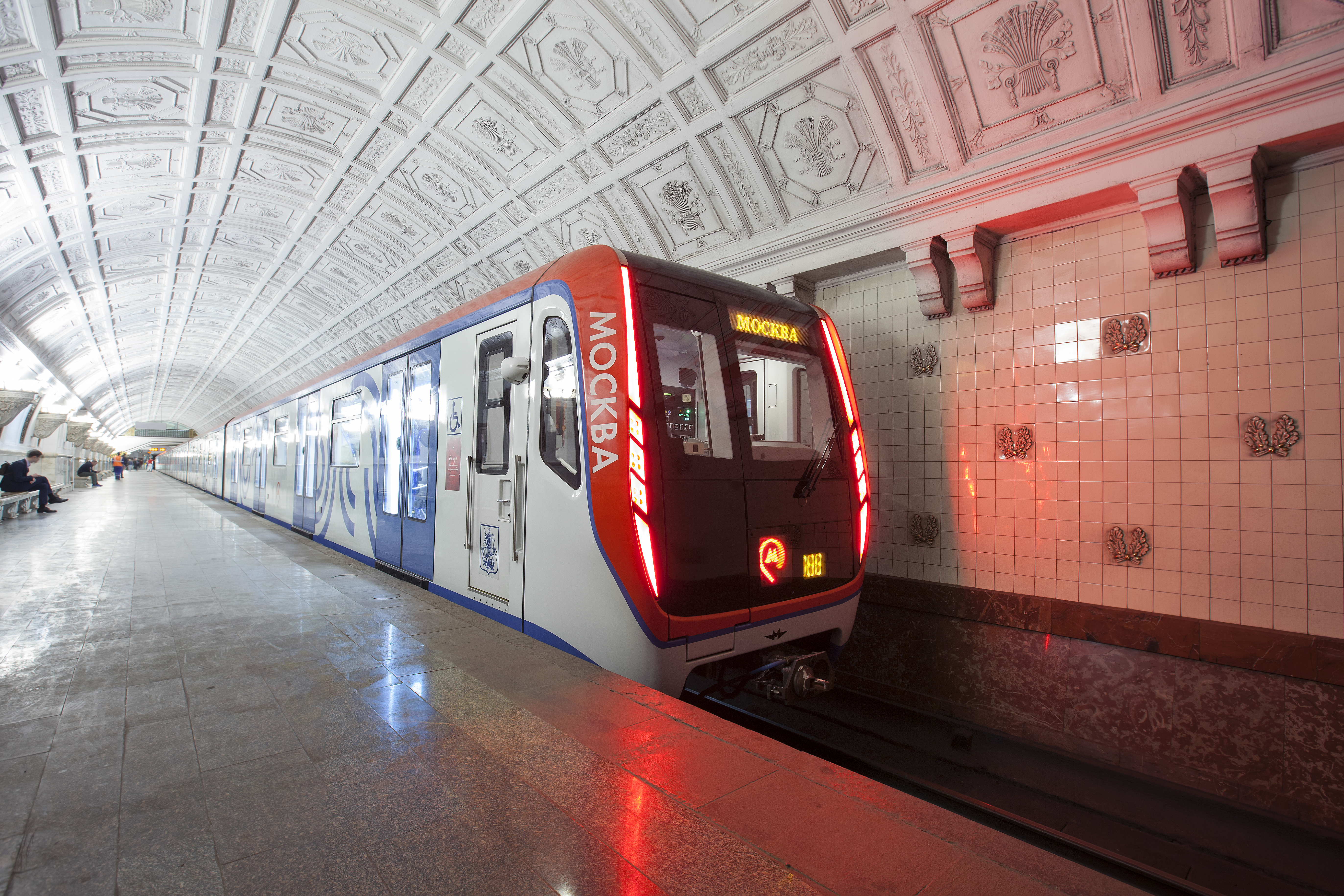
Metro <<Москва>>

### Transport kolejowy
W mieście znajduje się dziewięć dużych dworców kolejowych obsługujących pociągi z poszczególnych kierunków: Dworzec Białoruski, Dworzec Kazański, Dworzec Kijowski, Dworzec Kurski, Dworzec Leningradzki, Dworzec Pawelecki, Dworzec Ryski, Dworzec Sawiołowski i Dworzec Jarosławski

### Transport lotniczy
Porty lotnicze Moskwy:
- port lotniczy Szeremietiewo (Шереметьево),
- port lotniczy Domodiedowo (Домодедово),
- port lotniczy Wnukowo (Внуково),

oraz kilka mniejszych lotnisk, m.in. Bykowo (Быково), Ostafiewo (Остафьево).

## Architektura wysokościowa
Symbolem architektonicznego renesansu Moskwy są wznoszone w ostatnich latach nowoczesne wieżowce (między innymi Wieża Federacji, w latach 2014–2017 najwyższy budynek w Europie). Oprócz realizacji nowoczesnych biurowców i apartamentowców po 1990 odbudowano szereg zabytków zburzonych w latach socjalistycznych, z których najbardziej znanym jest sobór Chrystusa Zbawiciela.

## Koszty życia
Wraz z rozwojem gospodarczym miasta i ciągłym napływem do niego inwestorów oraz nowych mieszkańców systematycznie rosną w Moskwie koszty życia. Ceny mieszkań od wielu lat mają tendencję wzrostową i osiągają w centrum miasta wysokości porównywalne z największymi metropoliami światowymi. W rankingu miast światowych pod względem kosztów życia cudzoziemców firmy Mercer Human Resources Consulting z 2006 Moskwa zajęła pierwsze miejsce jako najdroższe miasto świata. Ocena ta jest jednak często krytykowana, a nie ulega jednocześnie wątpliwości, że koszty życia dla osób niekorzystających ze specjalnych instytucji dla nieznających języka rosyjskiego pracowników przedsiębiorstw zagranicznych są znacznie niższe. Hogg Robinson Group w swoim rankingu kosztów pokojów hotelowych umieściła w 2008 Moskwę także na pierwszym miejscu jako najdroższe w tym zakresie miasto świata.

## Nauka i oświata
Moskwa jest najważniejszym ośrodkiem naukowym w Rosji. Tu swoją główną siedzibę ma Rosyjska Akademia Nauk i jej liczne instytuty. W Moskwie znajduje się także największe skupisko wyższych uczelni w kraju. Wśród 60 uczelni państwowych o statusie uniwersytetu do najważniejszych należą:
- Moskiewski Uniwersytet Państwowy im. M.W. Łomonosowa – MGU
- Moskiewski Państwowy Instytut Stosunków Międzynarodowych – MGIMO
- Rosyjska Akademia Sztuki Teatralnej – GITIS
- Wszechrosyjski Państwowy Instytut Kinematografii im. S.A. Gierasimowa – WGIK
- Państwowy Instytut Języka Rosyjskiego im. A.S. Puszkina – GIRJ.

## Sport
W Moskwie działa wiele klubów sportowych (posiadających kilka sekcji różnych dyscyplin sportowych), w tym CSKA Moskwa, Dinamo Moskwa, Lokomotiw Moskwa, Spartak Moskwa, Torpedo Moskwa. Na Łużnikach znajduje się pałac sportu. Rozgrywano tu Mistrzostwa Świata w Łyżwiarstwie Figurowym 2005, Letnie Igrzyska Olimpijskie 1980, Finał Ligi Mistrzów 2008, Mistrzostwa Świata w Gimnastyce Artystycznej 2010. W 2013 miasto gościło lekkoatletyczne mistrzostwa świata. Corocznie rozgrywany jest tutaj także tenisowy turniej Kremlin Cup. W 2018 roku odbywały się Mistrzostwa Świata w Piłce Nożnej.

## Wybrane cerkwie i sobory

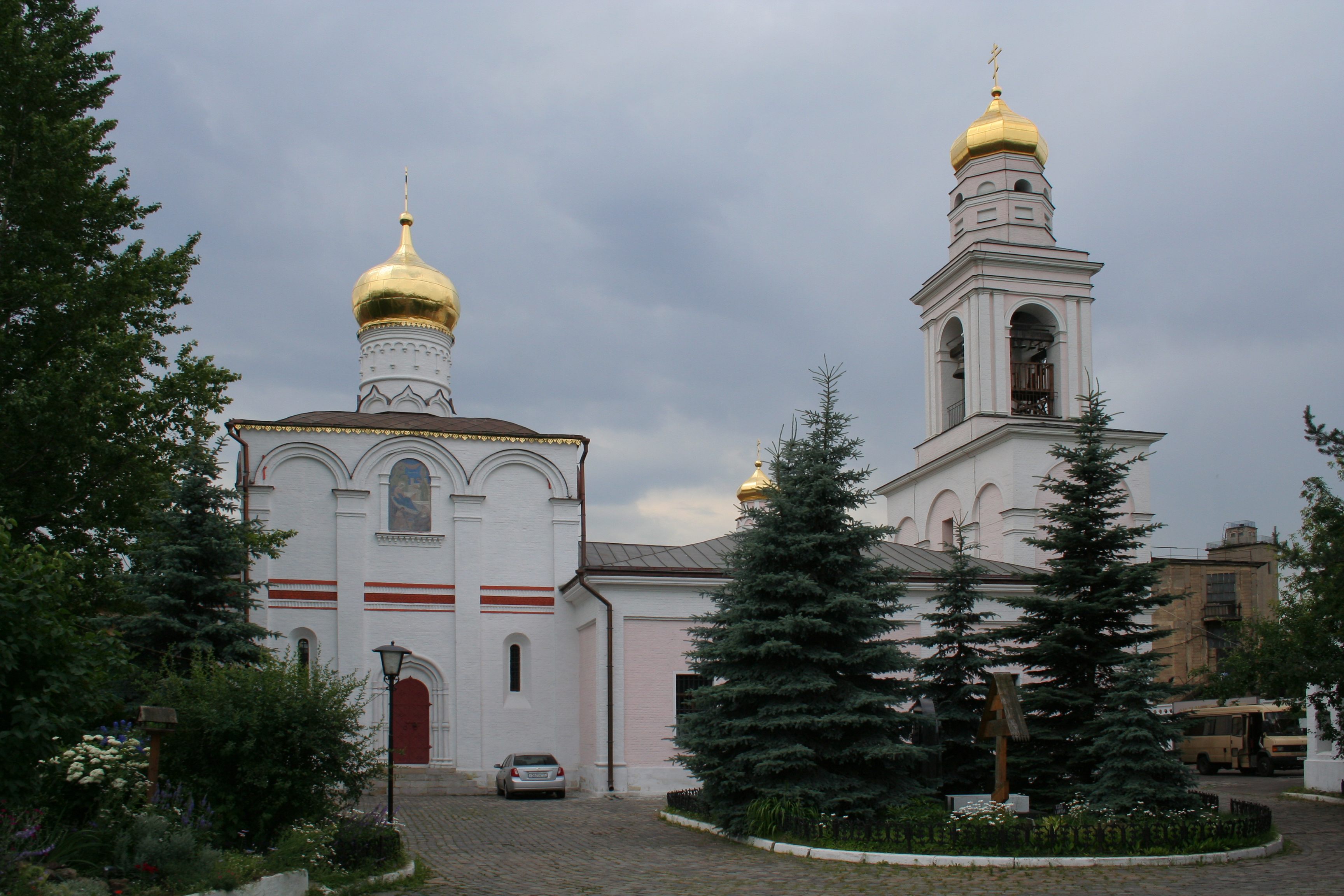
Cerkiew Narodzenia Najświętszej Bogurodzicy w Starym Simonowie
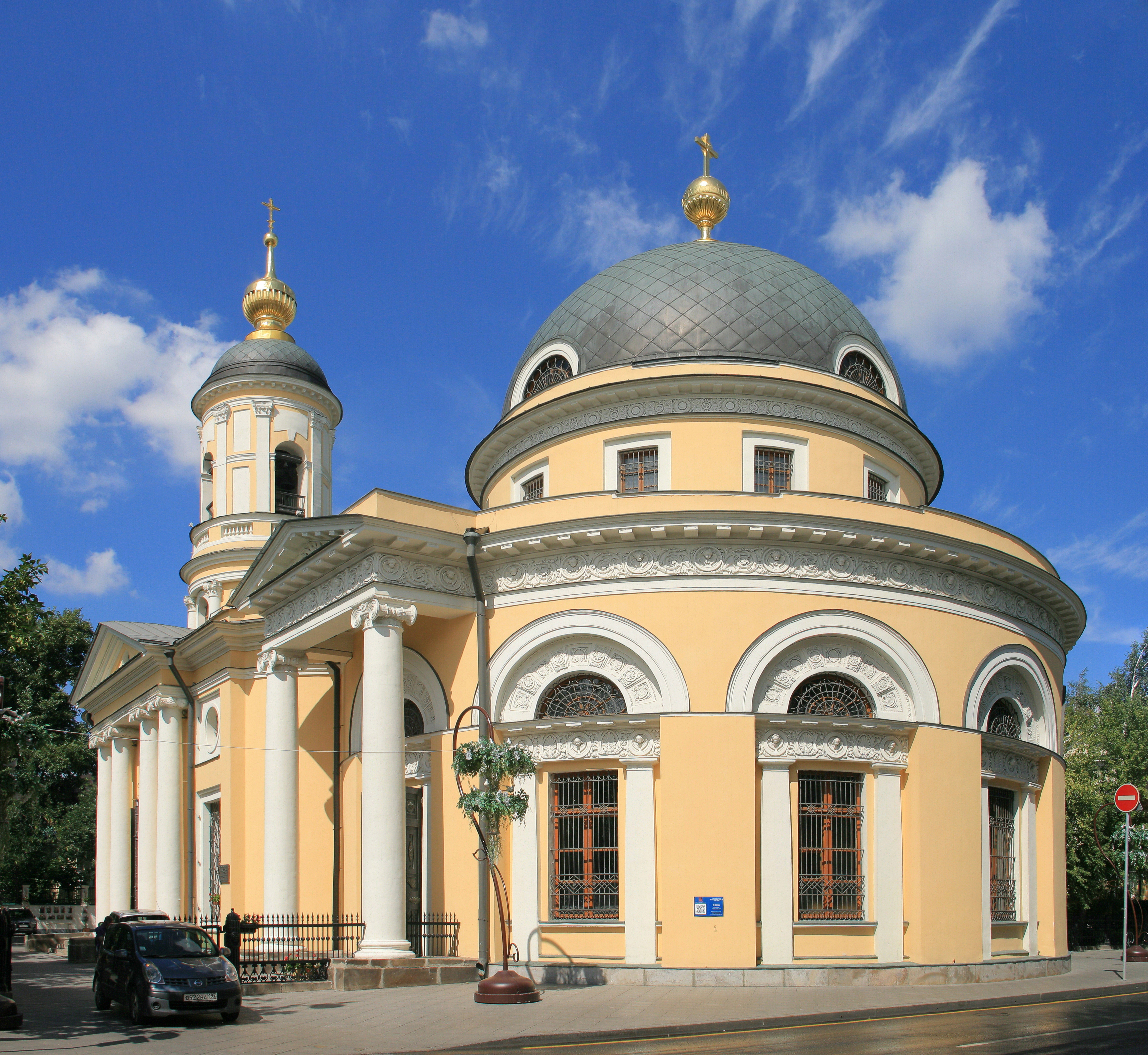
Cerkiew Ikony Matki Bożej „Wszystkich Strapionych Radość”
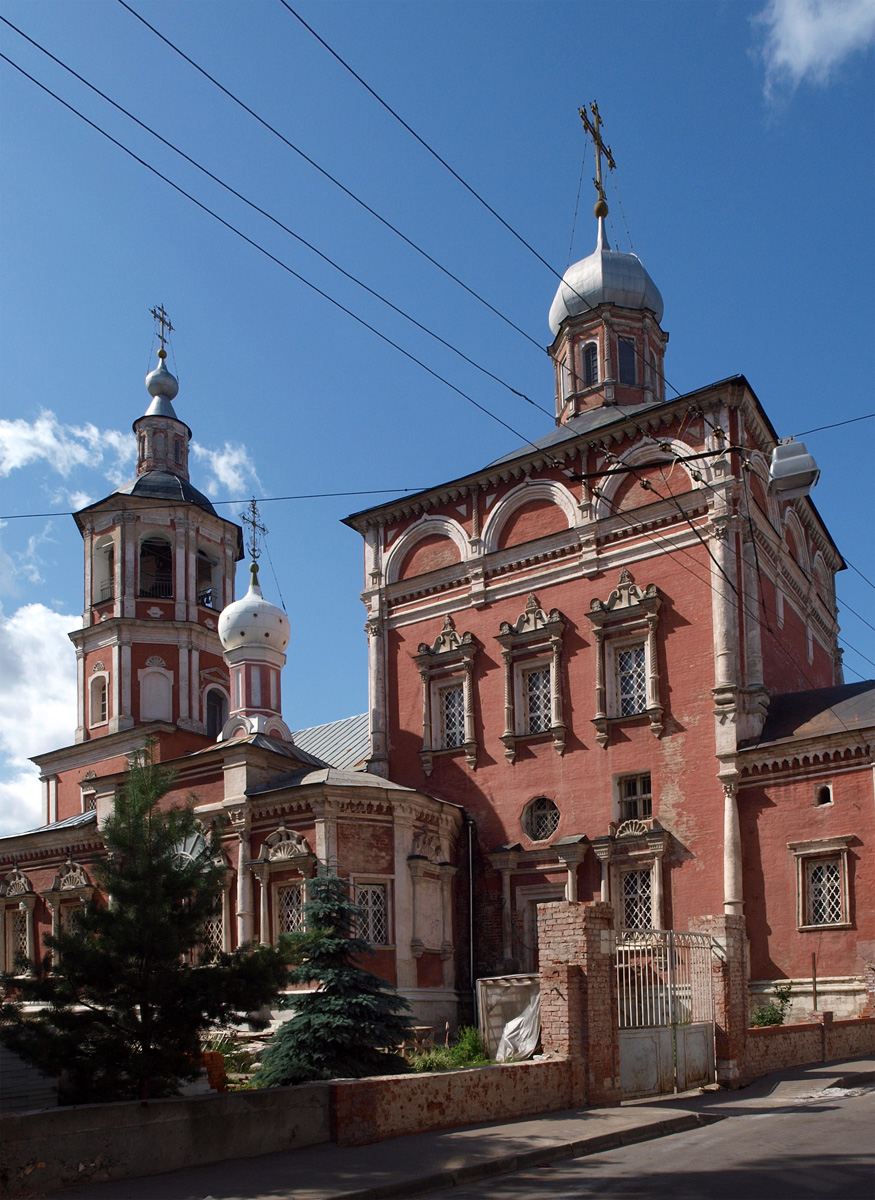
Cerkiew Wprowadzenia Matki Bożej do Świątyni
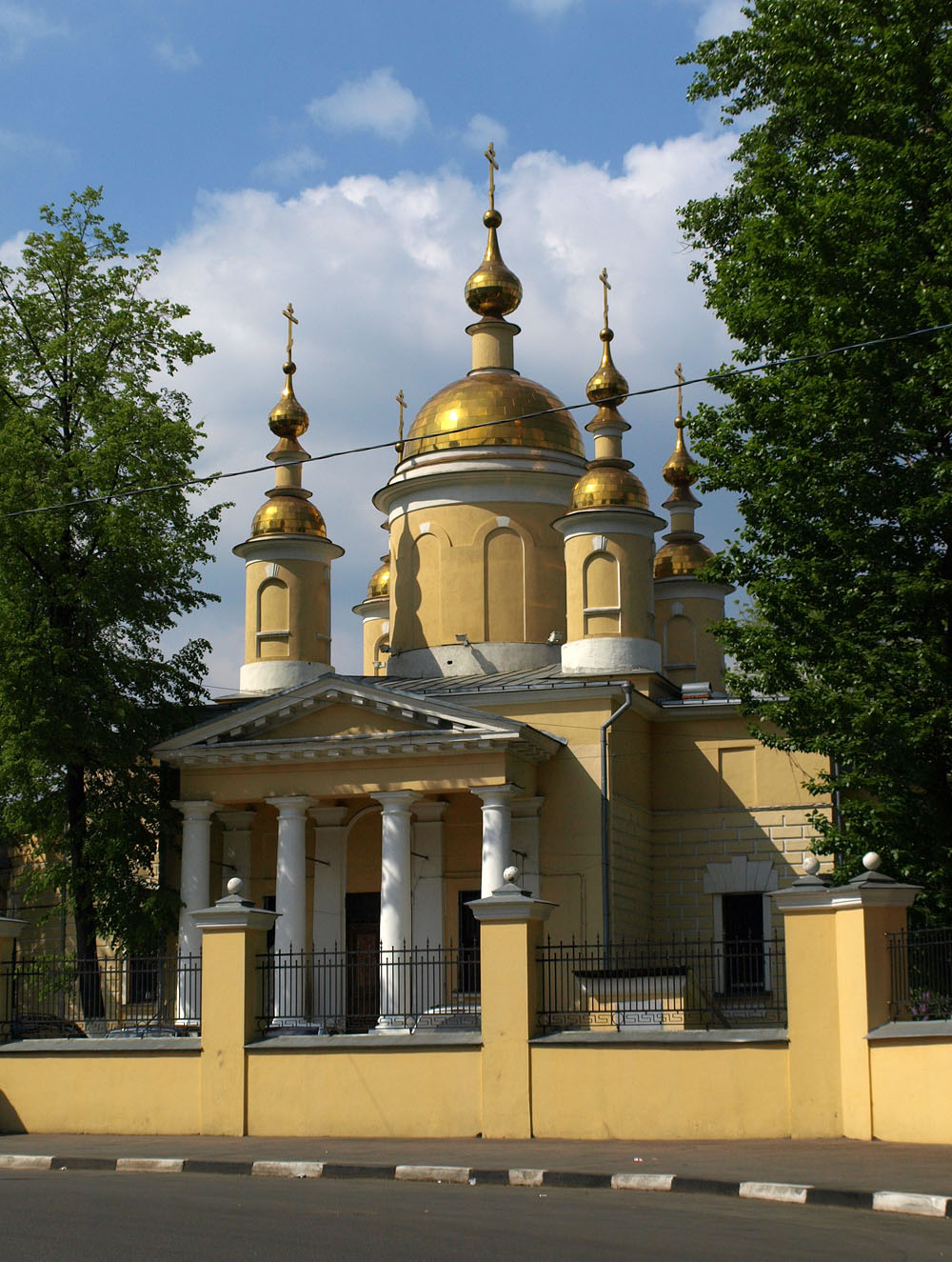
Cerkiew św. Trójcy
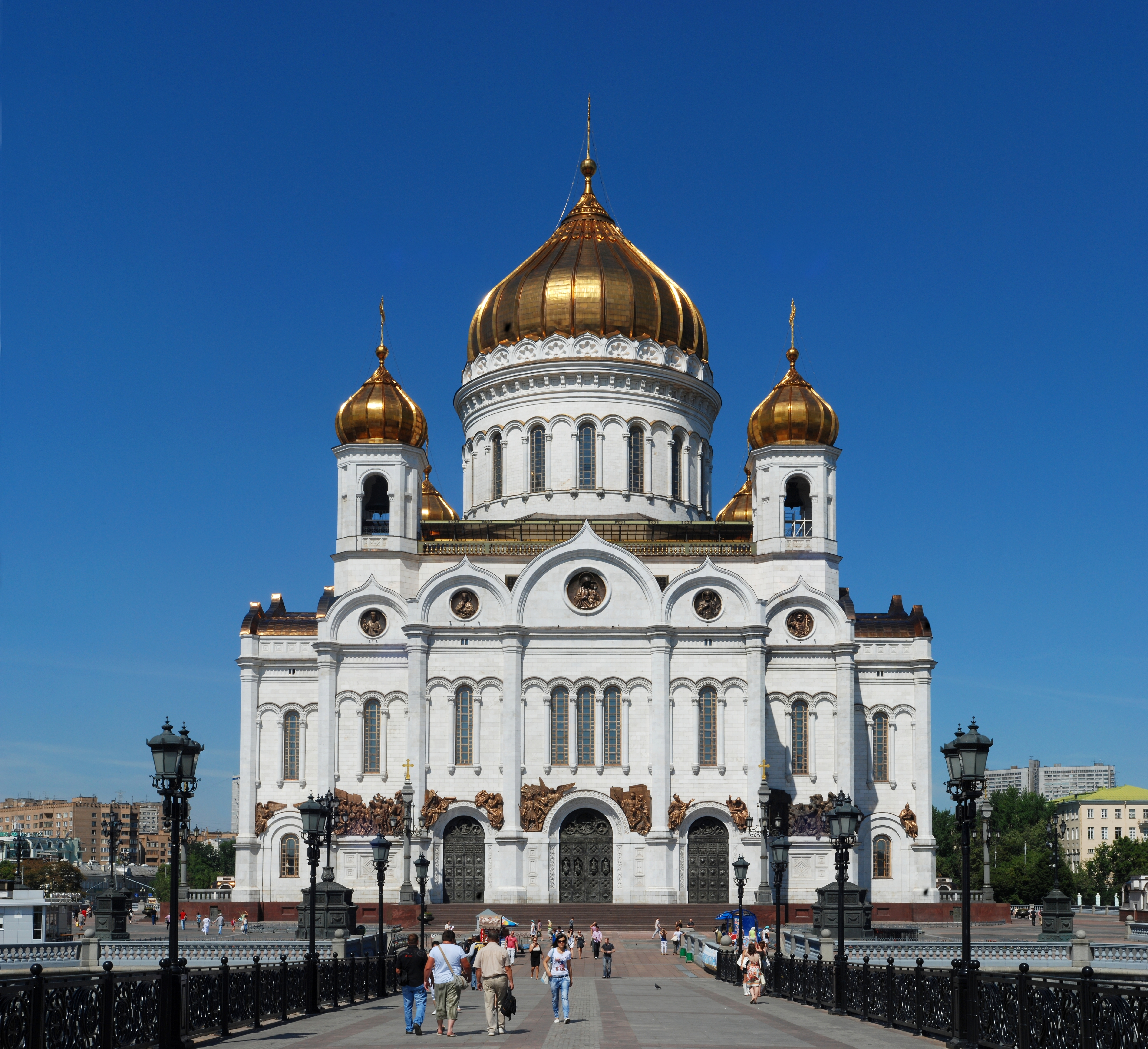
Sobór Chrystusa Zbawiciela
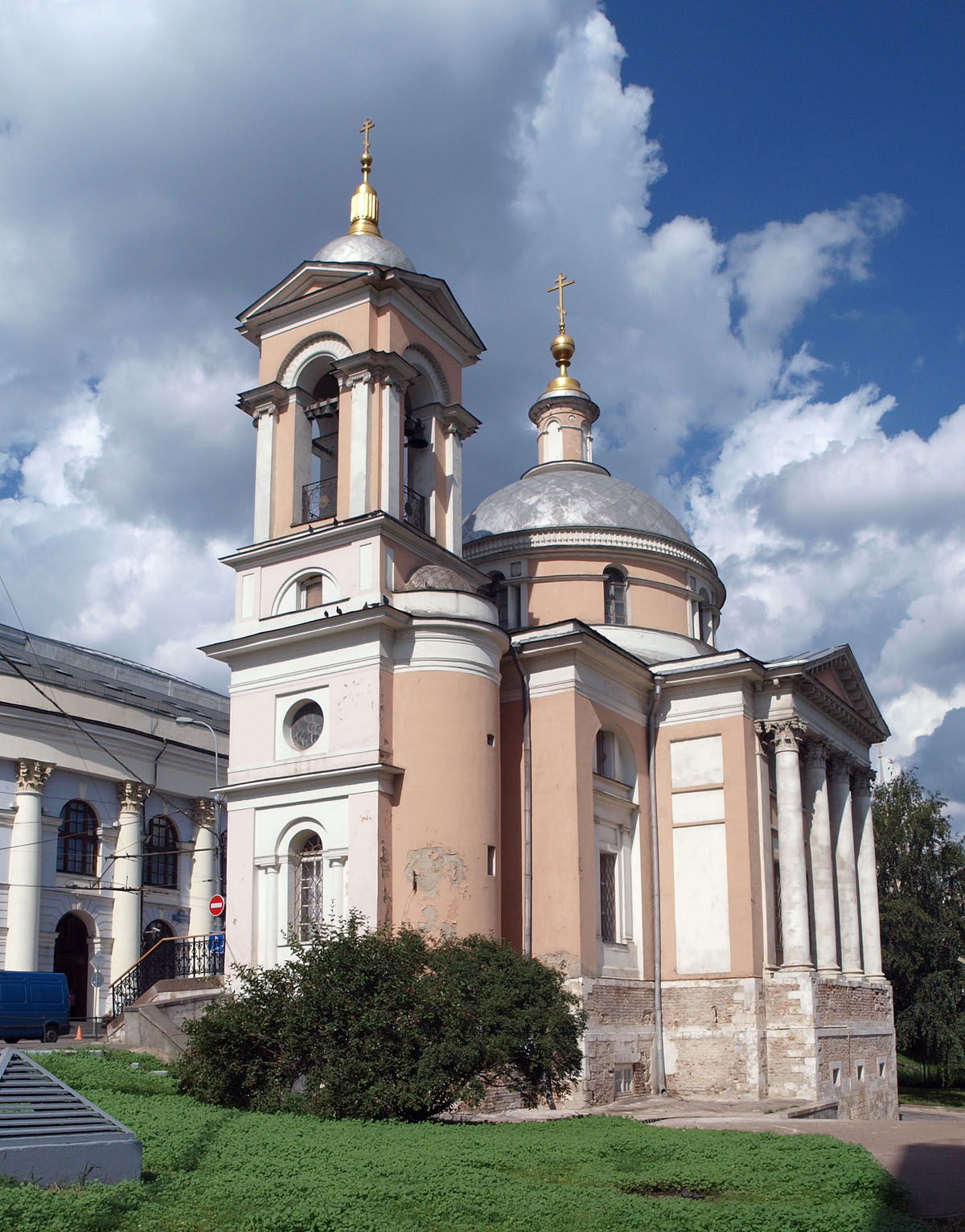
Cerkiew św. Barbary
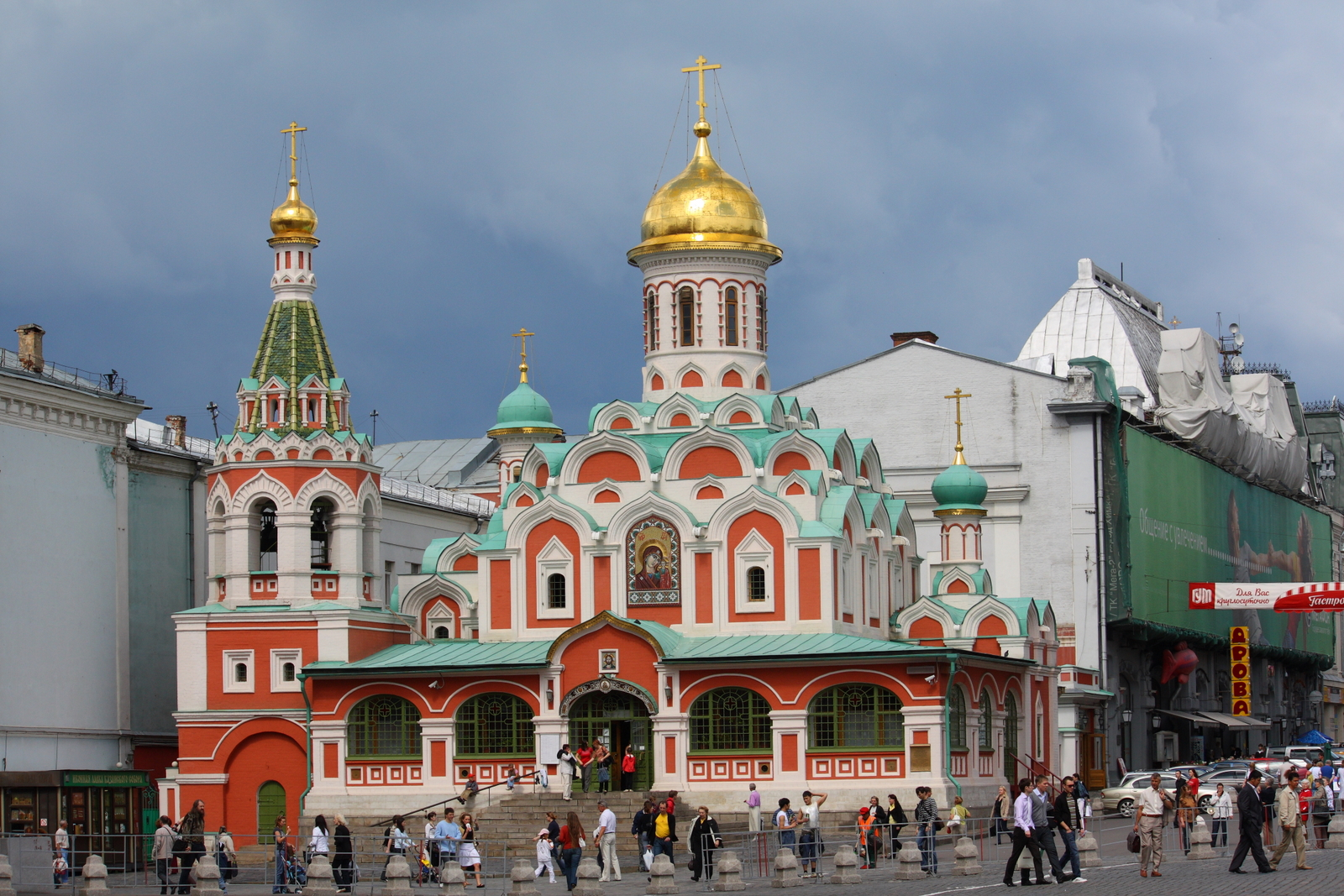
Sobór Kazańskiej Ikony Matki Bożej
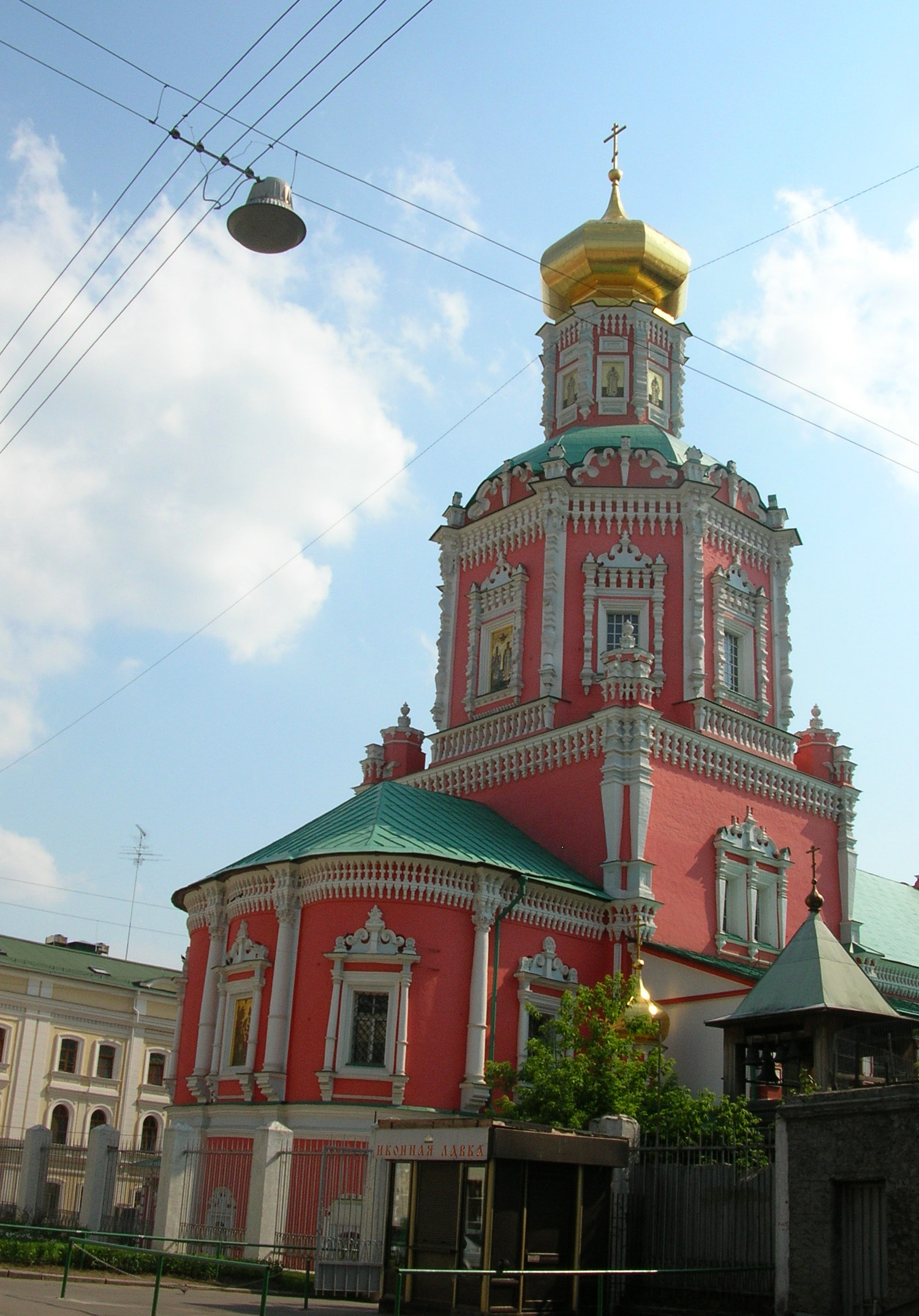
Monaster Objawienia Pańskiego
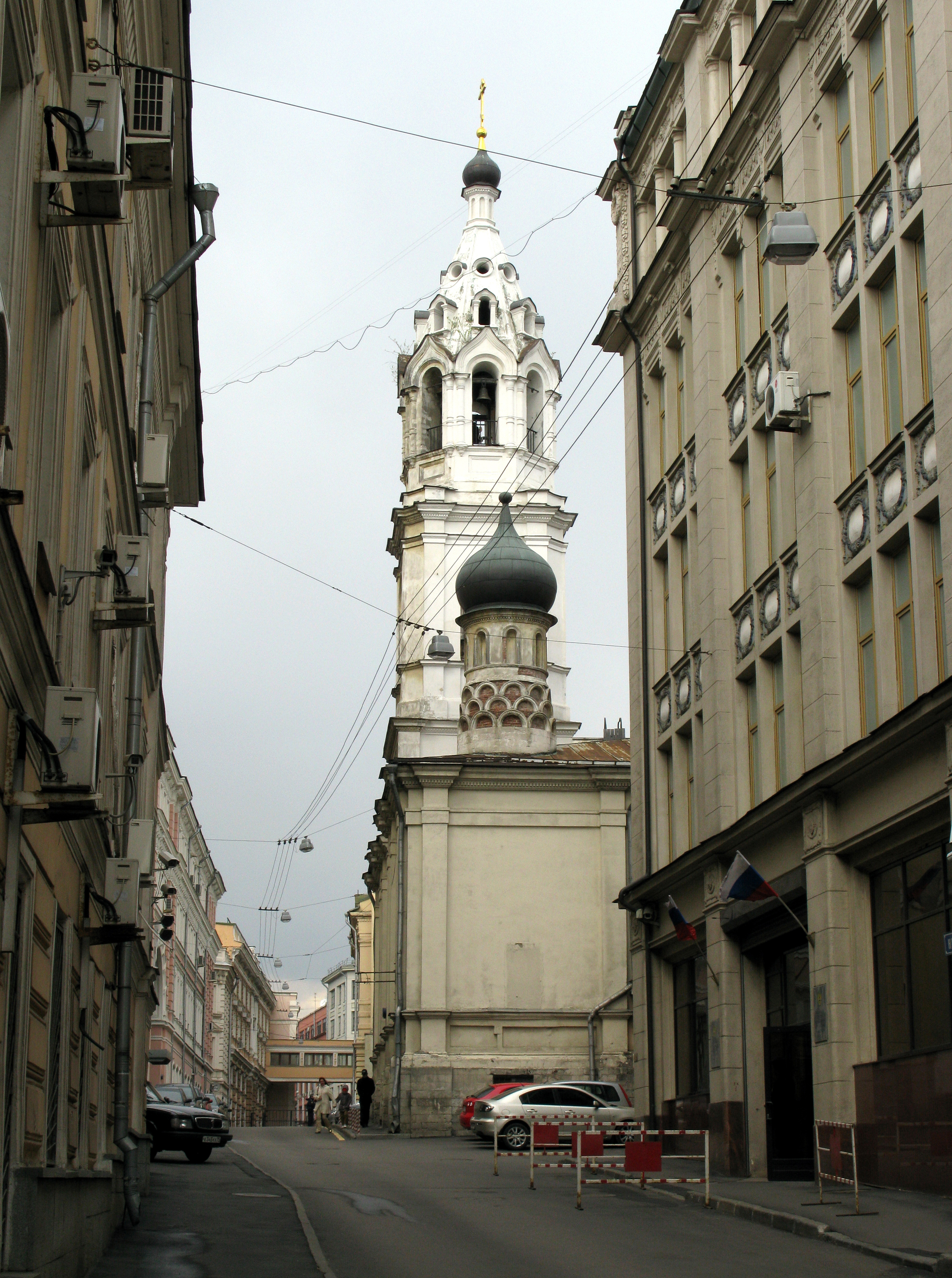
Cerkiew św. Mikołaja Cudotwórcy
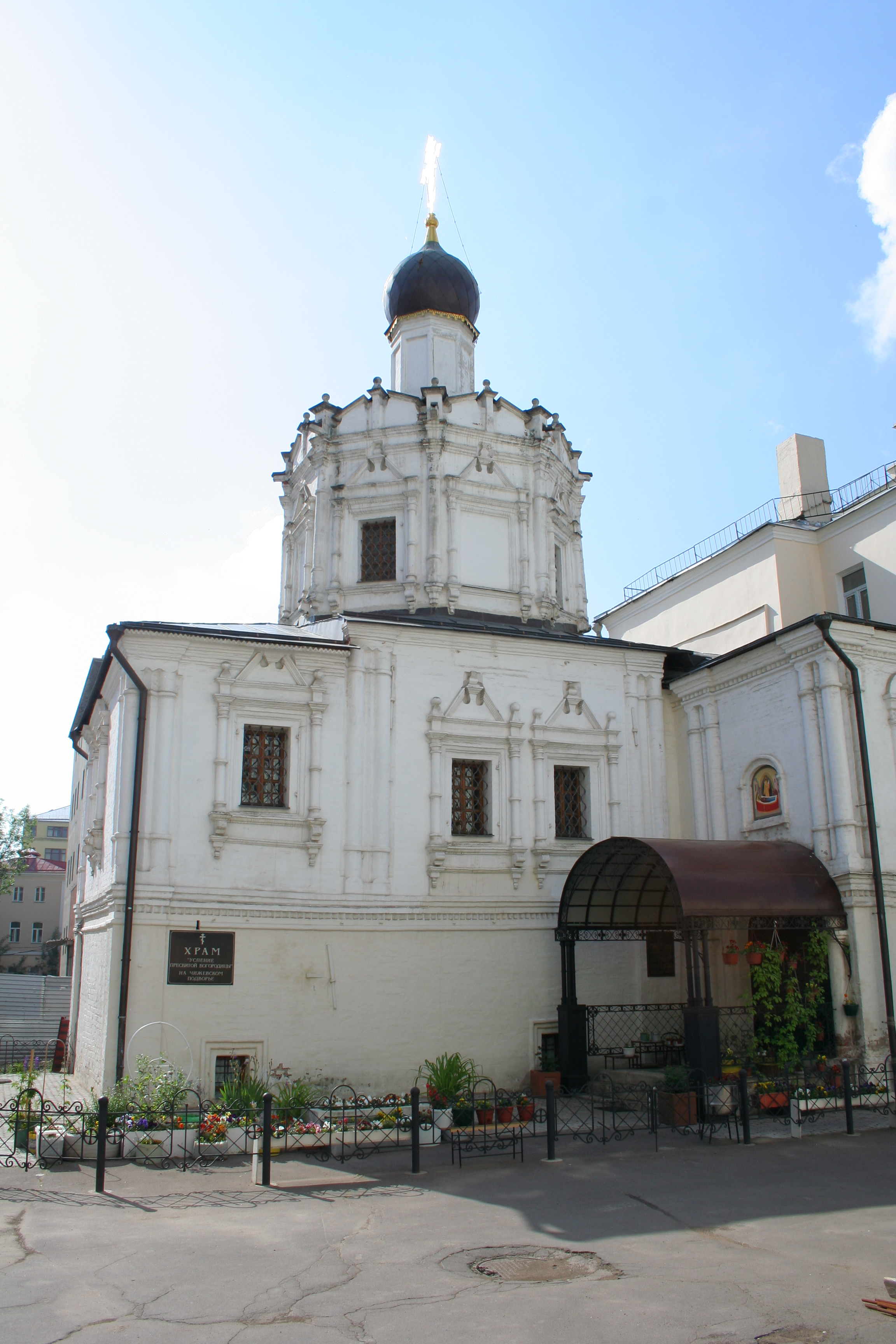
Cerkiew Zaśnięcia Bogurodzicy
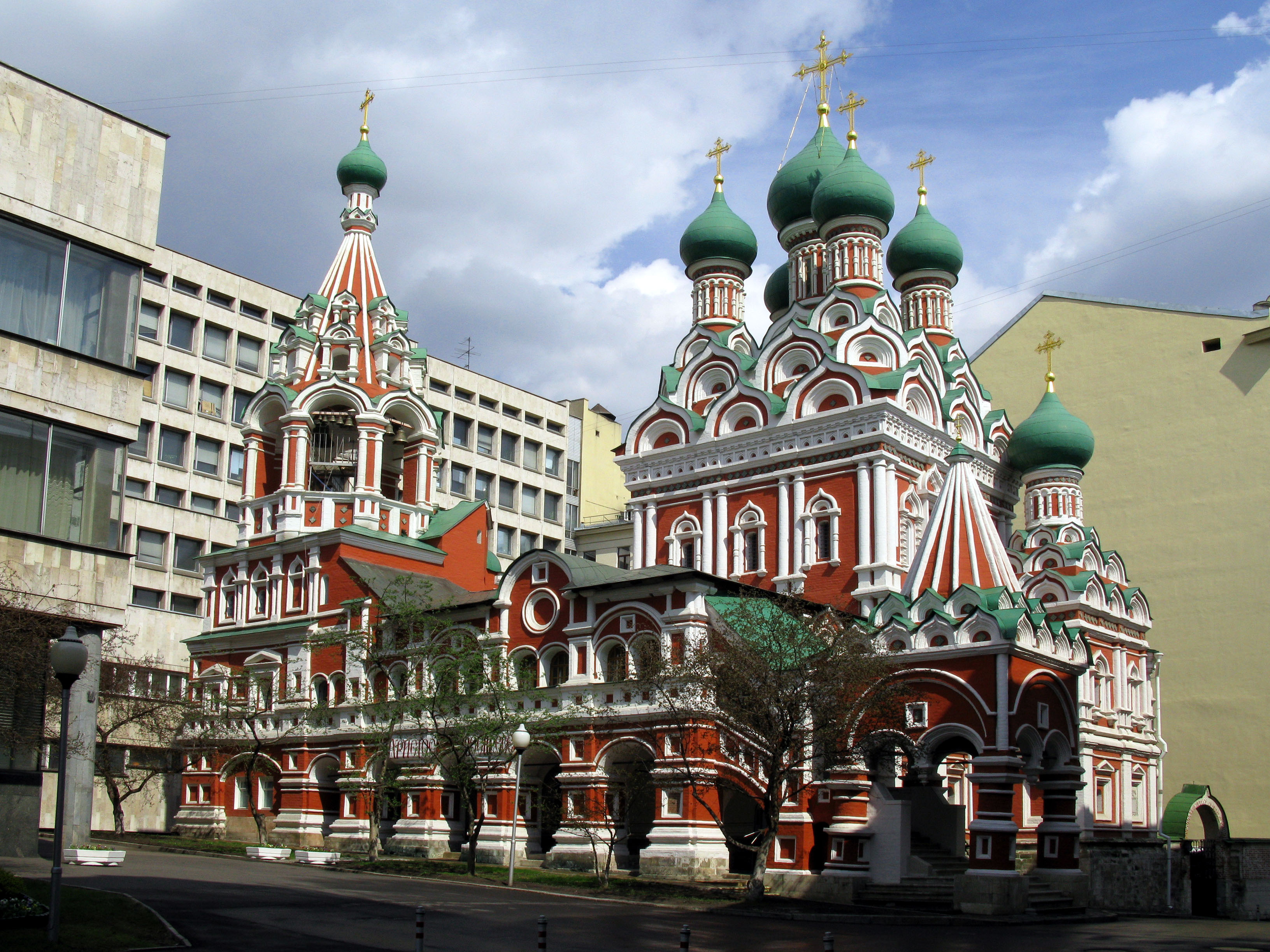
Cerkiew św. Trójcy
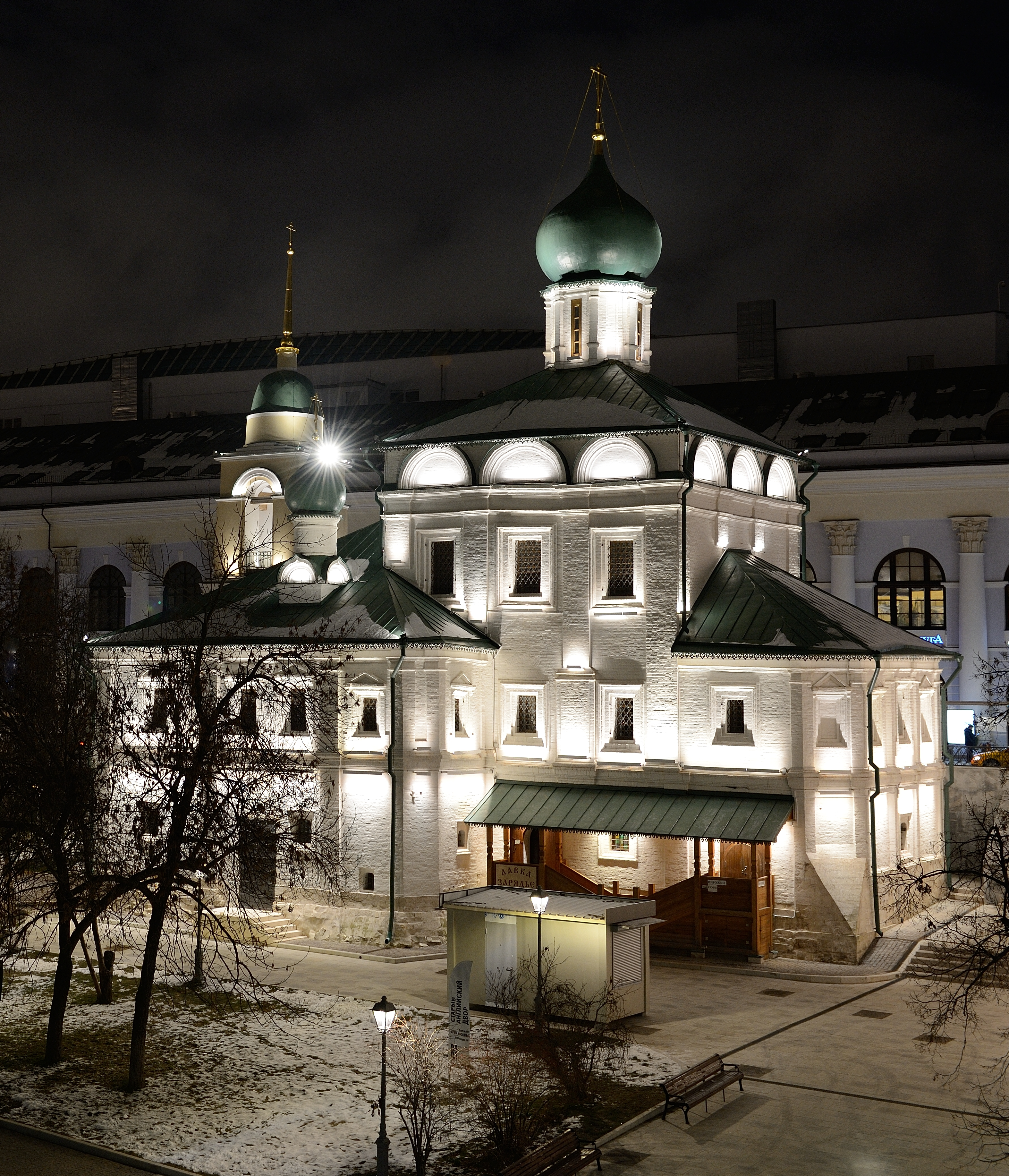
Cerkiew św. Maksyma Błogosławionego
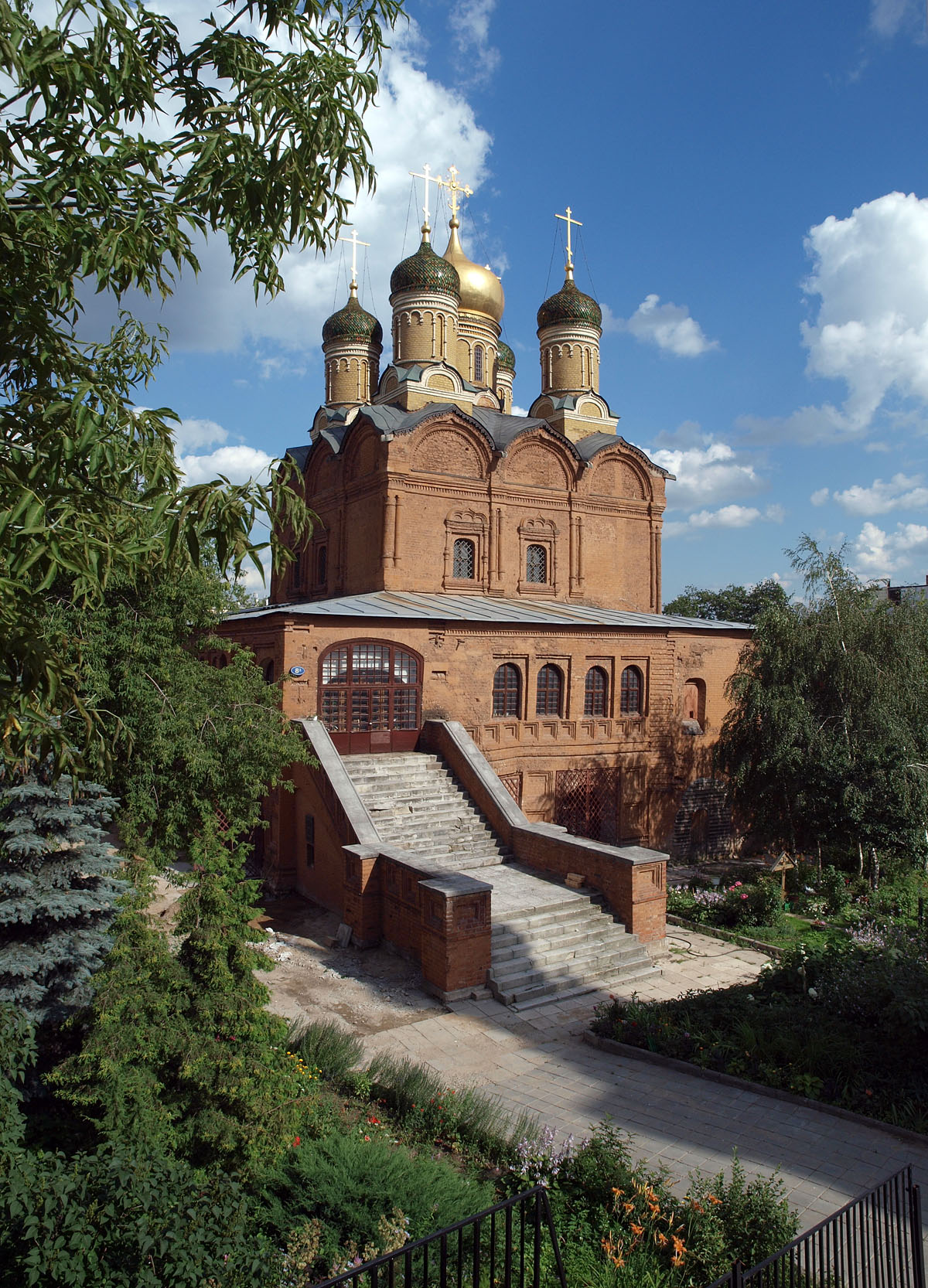
Monaster Ikony Matki Bożej „Znak”
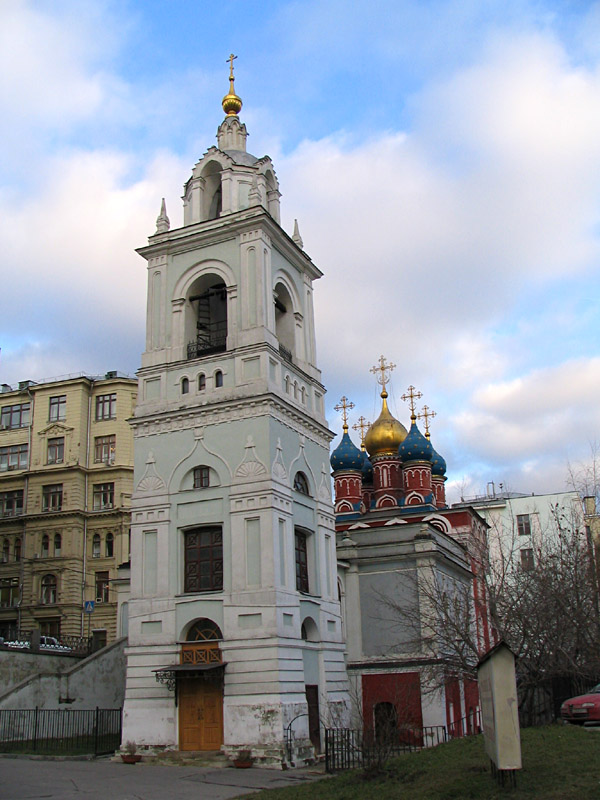
Cerkiew św. Jerzego
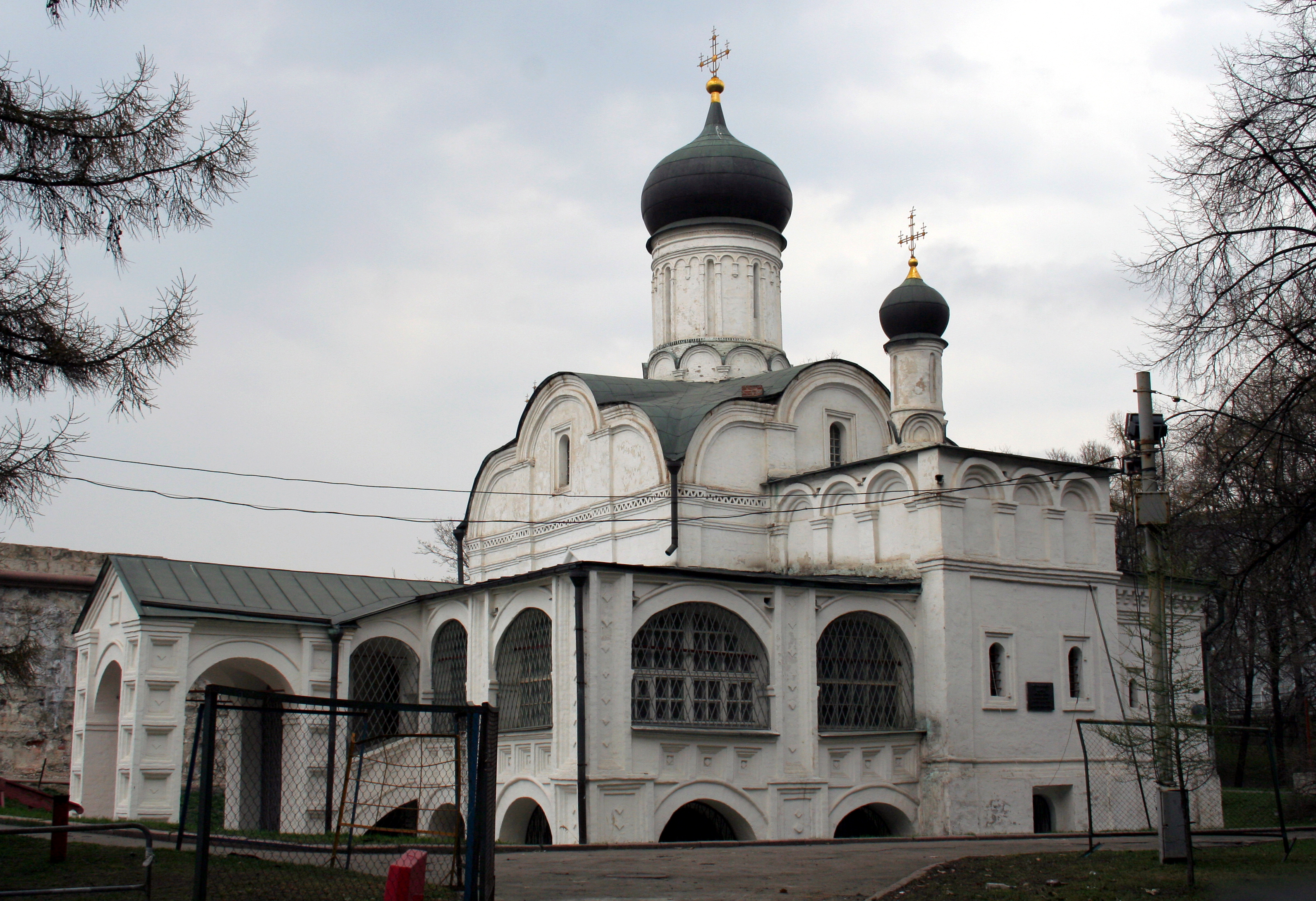
Cerkiew Poczęcia św. Anny
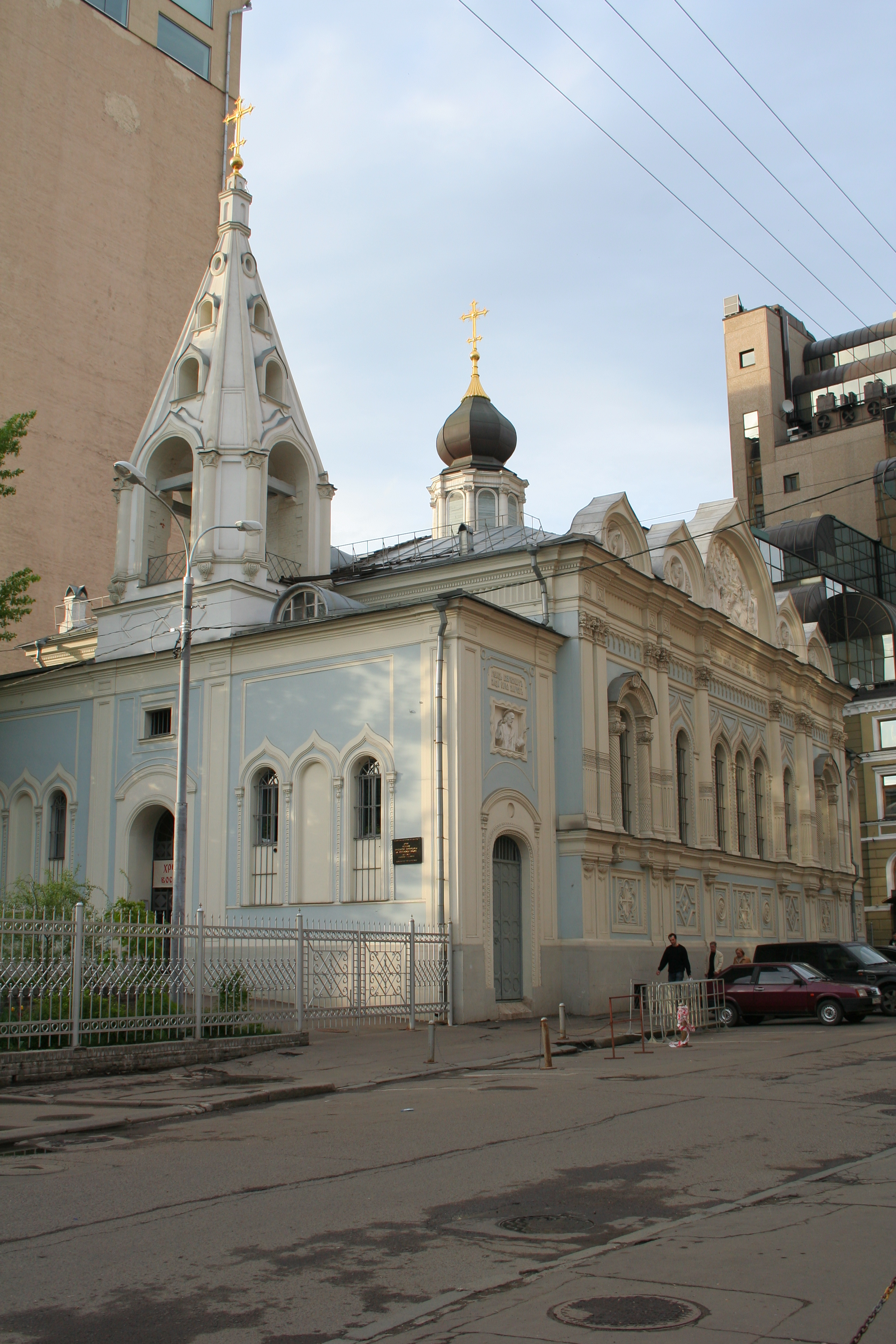
Cerkiew Zaśnięcia Bogurodzicy
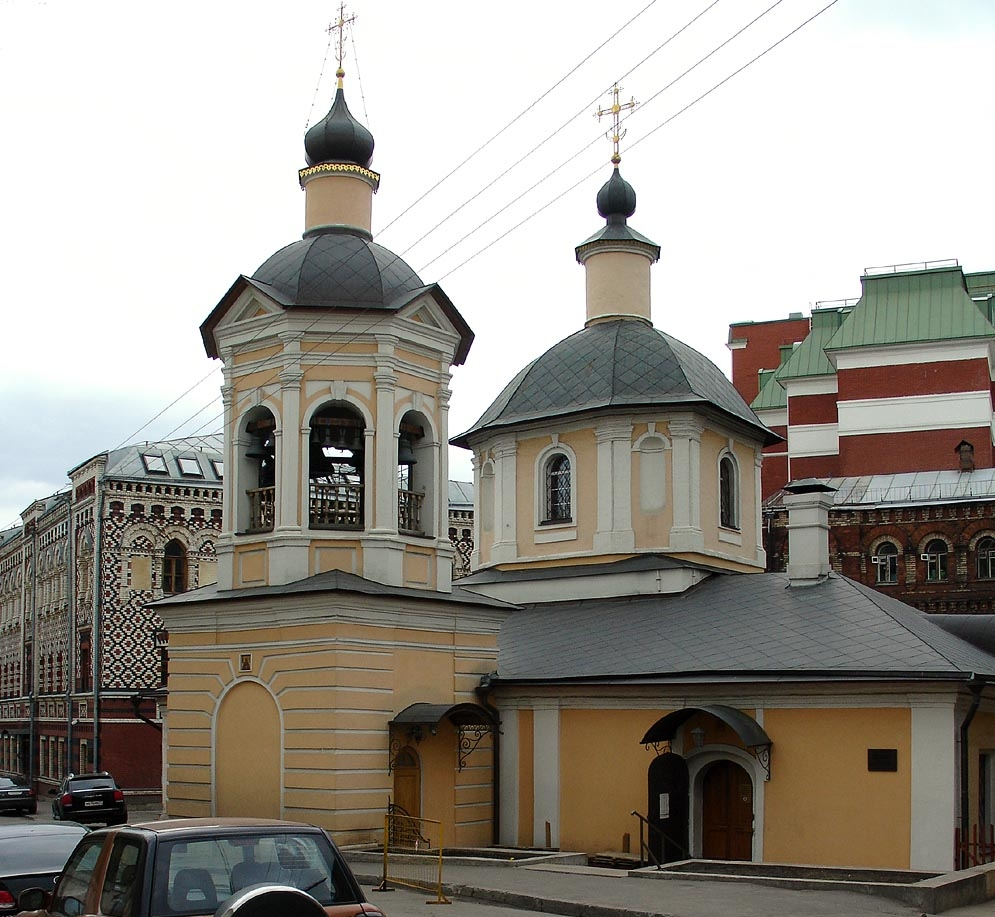
Cerkiew św. Sergiusza z Radoneża
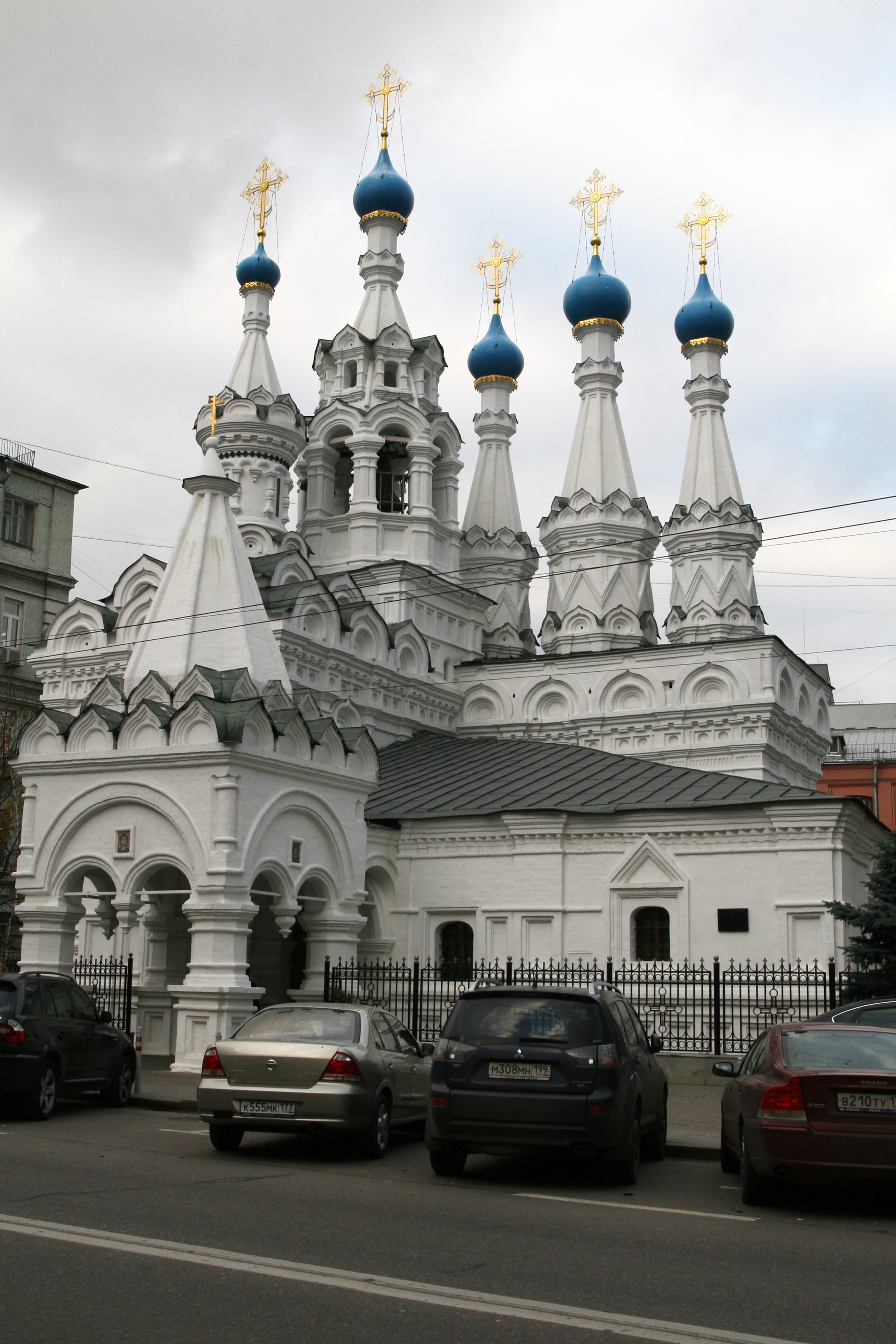
Cerkiew Narodzenia Bogurodzicy

## Współpraca
Miejscowości partnerskie:
| - Algier (Algieria) - Ałmaty (Kazachstan) - Ankara (Turcja) - Antwerpia (Belgia) - Astana (Kazachstan) - Ateny (Grecja) - Baku (Azerbejdżan) - Bangkok (Tajlandia) - Banja Luka (Bośnia i Hercegowina) - Bejrut (Liban) - Belgrad (Serbia) - Berlin (Niemcy) - Bruksela (Belgia) - Buenos Aires (Argentyna) - Bukareszt (Rumunia) | - Chicago (Stany Zjednoczone) - Cuzco (Peru) - Delhi (Indie) - Donieck (Ukraina) - Dubaj (Zjednoczone Emiraty Arabskie) - Düsseldorf (Niemcy) - Duszanbe (Tadżykistan) - Erywań (Armenia) - Gandża (Azerbejdżan) - Hanoi (Wietnam) - Hawana (Kuba) - Helsinki (Finlandia) - Ho Chi Minh (Wietnam) - Jełgawa (Łotwa) - Kair (Egipt) | - Kołomna (Rosja) - Kraków (Polska) (do 2022) - Limoges (Francja) - Londyn (Wielka Brytania) - Lublana (Słowenia) - Madryt (Hiszpania) - Manila (Filipiny) - Narjan-Mar (Rosja) - Nikozja (Cypr) - Paryż (Francja) - Pekin (Chiny) - Pjongjang (Korea Północna) - Podgorica (Czarnogóra) - Praga (Czechy) - Raszt (Iran) | - Reykjavík (Islandia) - Ryga (Łotwa) - Seul (Korea Południowa) - Tallinn (Estonia) - Teheran (Iran) - Tel Awiw-Jafa (Izrael) - Tirana (Albania) - Tokio (Japonia) - Tunis (Tunezja) - Ułan Bator (Mongolia) - Valenciennes (Francja) - Warszawa (Polska) (do 2022) - Wiedeń (Austria) - Wilno (Litwa) |